# Saison 2006-2007 des Ducks d'Anaheim
Vous lisez un « article de qualité » labellisé en 2013.
Autres saisons
La saison 2006-2007 des Ducks d'Anaheim est la 13e saison de hockey sur glace jouée par la franchise dans la Ligue nationale de hockey. Après avoir été éliminés en finale d'association en 2005-2006 et à la suite de la vente de l'équipe par la Walt Disney Company à Henry et Susan Samueli, les Mighty Ducks changent de nom et de maillots pour devenir les Ducks. Ils réalisent le meilleur départ de l'histoire de la LNH en marquant au moins un point pendant seize matchs consécutifs. Leurs résultats suivants sont en dents de scie, puis s'améliorent vers la fin de la saison régulière. Les Ducks terminent à la première place de leur division et au second rang de leur association derrière les Red Wings de Détroit.
Qualifiés pour les séries éliminatoires, ils passent tous les tours pour finalement se retrouver en finale de la Coupe Stanley pour la deuxième fois de leur histoire après celle de 2003. L'équipe remporte la première Coupe de son histoire en battant les Sénateurs d'Ottawa en cinq rencontres. Le défenseur et capitaine des Ducks Scott Niedermayer est désigné meilleur joueur des séries éliminatoires et remporte le trophée Conn-Smythe.

## Saison régulière

### Contexte
À l'issue de la saison 2002-2003 où ils terminent à la septième place de l'association de l'Ouest, les Mighty Ducks d'Anaheim se qualifient pour les séries éliminatoires de la Coupe Stanley et atteignent la finale, qu'ils perdent toutefois face aux Devils du New Jersey en sept rencontres. Ils ne se qualifient pas la saison suivante, puis, après le lock-out de 2004-2005, les Ducks retrouvent les séries en 2006 mais sont éliminés en finale d'association par les Oilers d'Edmonton.
Au cours de la saison annulée, le 25 février 2005, la Walt Disney Company vend les Mighty Ducks à Henry et Susan Samueli, qui gèrent déjà le Arrowhead Pond of Anaheim, la patinoire de l'équipe,. L'entente est approuvée par la LNH le 16 juin 2005. Le 27 janvier 2006, la franchise des Mighty Ducks change de nom pour prendre celui de Ducks d'Anaheim et le 22 juin, elle dévoile ses nouveaux logo et maillots passant de vert et violet à or, orange et noir. Le 3 octobre 2006, la salle Arrowhead Pond of Anaheim est officiellement renommée Honda Center à la suite de l'achat des droits de naming par la société Honda pour 15 ans avec un renouvellement de 10 ans.
Pour la saison 2006-2007, l'équipe compte dans ses rangs des vétérans comme les frères Rob et Scott Niedermayer ainsi que Teemu Selänne, meilleur pointeur de l'équipe la saison passée et des jeunes joueurs comme Ryan Getzlaf ou Corey Perry. Chris Pronger en provenance des Oilers et qui avait contribué à éliminer les Ducks en 2006 fait également partie de l'équipe en tant que nouvelle acquisition.
| Photographie de quatre joueurs de hockey avec un maillot blanc. | Photographie de Travis Moen avec le maillot blanc des Ducks |

### Les transferts

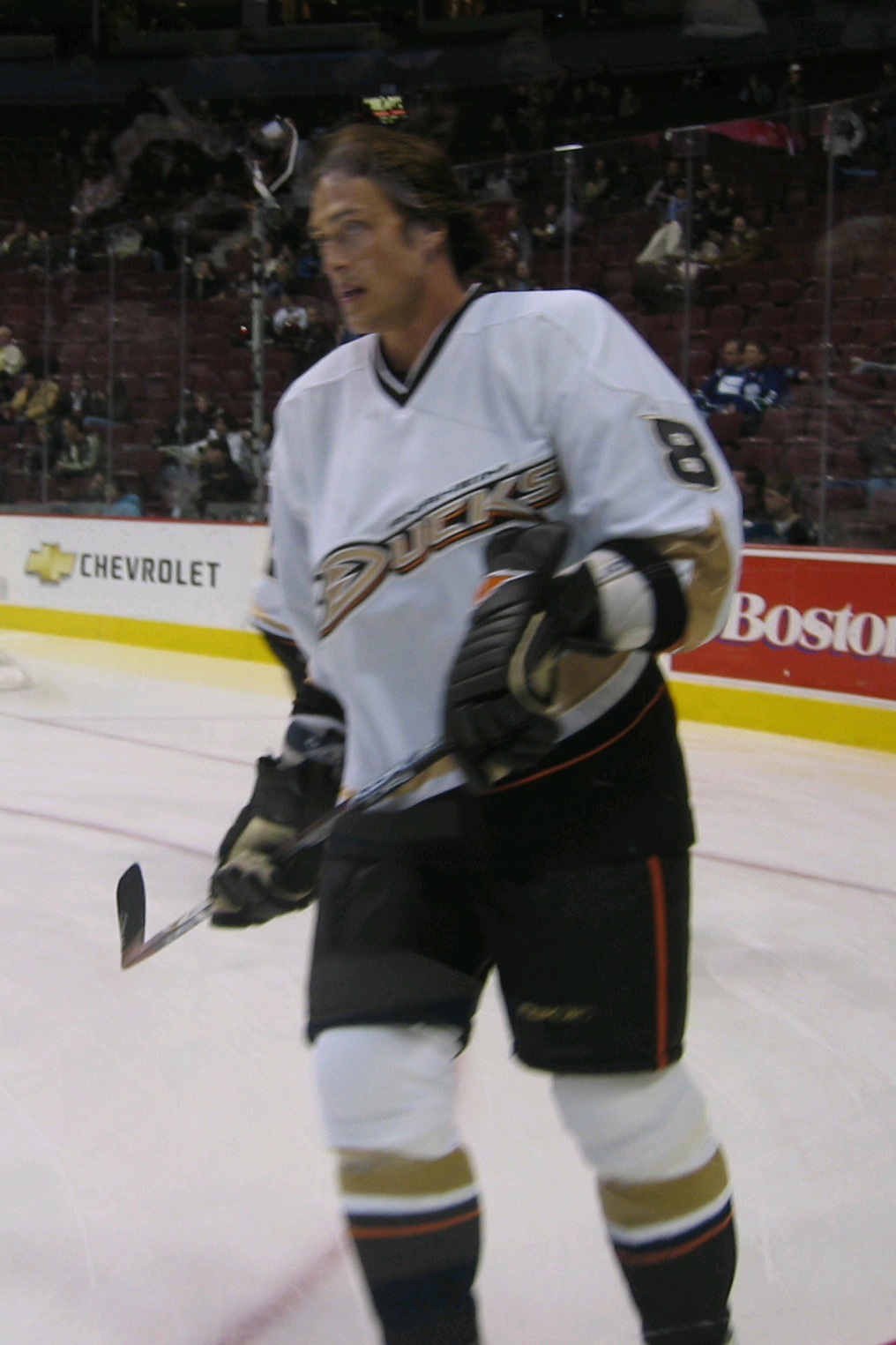
Teemu Selänne

Quelques jours après l'élimination des Ducks en finale d'association des séries 2006 contre les Oilers d'Edmonton, Björn Melin signe le 31 mai un contrat d'un an avec les Ducks pour jouer sa première saison en Amérique du Nord. Repêché par les Islanders de New York en 1999, ses droits ont été acquis par les Ducks en 2002.
Au cours du mois de juin, Teemu Selänne, Travis Moen et Joe DiPenta prolongent tous d'un an leur contrat avec les Ducks,,. Toujours en juin et avant les signatures d'agents libres, Jason Marshall quitte l'équipe pour aller jouer en Allemagne en signant avec le Kölner Haie dans la Deutsche Eishockey-Liga.
Bien que la possibilité de recruter des joueurs laissés libres par leur équipe soit possible à partir du 1er juillet, les Ducks attendent le 14 juillet pour signer un premier agent libre : il s'agit de Shawn Thornton, des Blackhawks de Chicago, qui signe pour un an. Les joueurs laissés libres par Anaheim sont Rouslan Saleï, défenseur ayant joué neuf saisons avec les Ducks qui rejoint les Panthers de la Floride, et Jeff Friesen qui s'engage avec les Flames de Calgary pour une saison. Tyler Wright, qui a vu son contrat être racheté par les Ducks, poursuit sa carrière avec le HC Bâle de la Ligue nationale A, en Suisse.
Le 3 juillet 2006, les Ducks font l'acquisition de Chris Pronger, des Oilers d'Edmonton. En contrepartie, Anaheim cède Joffrey Lupul, Ladislav Šmíd, un choix de première ronde au repêchage de 2007, ainsi qu'un choix de deuxième ronde au repêchage de 2008.
Plusieurs joueurs de l'équipe prolongent leur contrat au cours du mois de juillet : Andy McDonald, qui a marqué 85 points la saison précédente, prolonge son contrat pour trois saisons. Stanislav Tchistov, agent libre restreint, signe pour deux saisons avec Anaheim après avoir joué la saison précédente en Russie. Le même jour que la signature de Thornton, l'agent libre restreint Pierre-Alexandre Parenteau prolonge d'une saison. Le 20 juillet, Chris Kunitz signe pour deux ans de plus avec les Ducks, puis, une semaine plus tard, Kent Huskins prolonge lui aussi son contrat pour une saison. Le même jour, Petteri Wirtanen, dernier repêché par les Ducks lors du précédent repêchage, signe un contrat de recrue de trois ans avec l'équipe. Il commence sa saison avec les Pirates de Portland, équipe affilée aux Ducks dans la Ligue américaine de hockey. Fin juillet, Vitali Vichnevski signe un contrat pour un an après que les Ducks ont accepté le contrat de 1,55 million de dollars en arbitrage.
Lors du mois d'août, Shane O'Brien signe une prolongation de contrat d'un an. Durant les trois saisons précédentes, il a comptabilisé 769 minutes de pénalité en 214 matchs dans la LAH. Le 10 août, l'équipe fait signer le vétéran Travis Green, qui fait un retour avec les Ducks en signant un contrat d'un an pour 500 000 dollars. Il avait joué pour la franchise de 1997 à 1999. Cinq jours plus tard, un autre vétéran, Ian Moran, se joint à l'équipe en signant aussi pour un an. Le défenseur de l'équipe François Beauchemin, arrivé des Blue Jackets de Columbus en novembre 2005 à la suite d'un échange, prolonge de deux ans le contrat qui le lie avec les Ducks. Le lendemain, Vichnevski rejoint les Thrashers d'Atlanta, dans un échange contre Karl Stewart et un choix de deuxième tour pour 2007.
Lors du mois de septembre, le gardien de but Ilia Bryzgalov, qui est agent libre restreint, signe pour deux saisons supplémentaires avec l'équipe.

### Joueurs repêchés
Les Ducks possèdent le 19e droit lors du repêchage de 2006 qui se déroule à Vancouver. Ils sélectionnent au premier tour Mark Mitera, défenseur des Wolverines du Michigan du championnat universitaire de la NCAA. La liste des joueurs repêchés en 2006 par les Ducks est la suivante :
| Ronde | Choix | Nom              | Poste         | Nationalité | Équipe précédente             |
| ----- | ----- | ---------------- | ------------- | ----------- | ----------------------------- |
| 1     | 19    | Mark Mitera      | Défenseur     | États-Unis  | Wolverines du Michigan (CCHA) |
| 2     | 38    | Bryce Swan       | Ailier droit  | Canada      | Mooseheads d'Halifax (LHJMQ)  |
| 3     | 83    | John De Gray     | Défenseur     | Canada      | Battalion de Brampton (LHO)   |
| 4     | 112   | Matt Beleskey    | Ailier gauche | Canada      | Bulls de Belleville (LHO)     |
| 6     | 172   | Petteri Wirtanen | Centre        | Finlande    | HPK Hämeenlinna (SM-liiga)    |

### Première partie de la saison

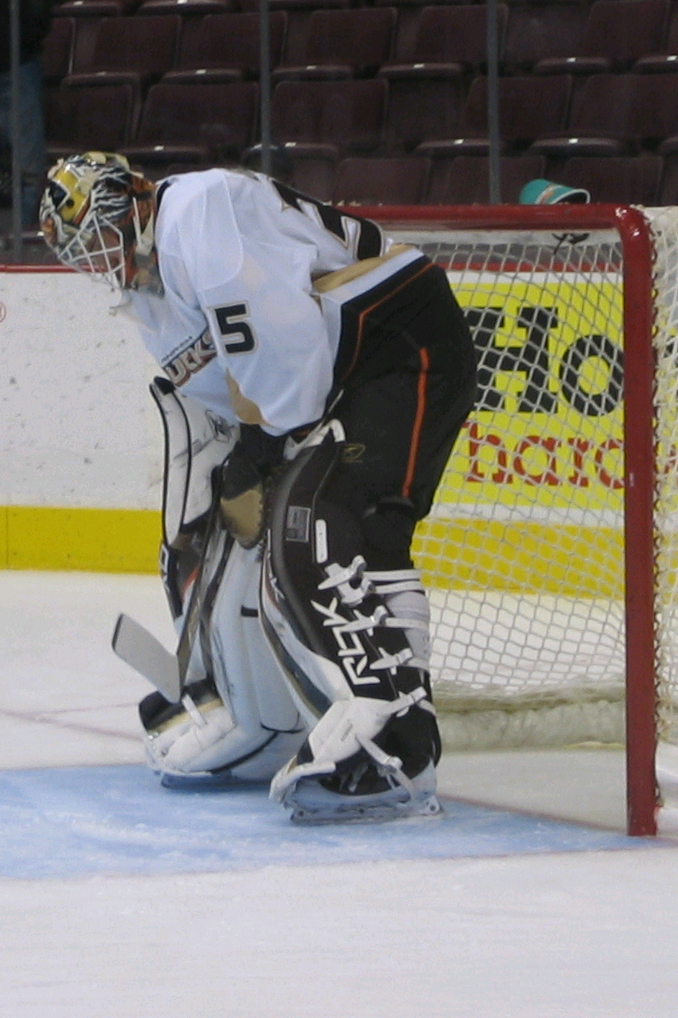
Jean-Sébastien Giguère

La saison 2006-2007 des Ducks débute le 6 octobre 2006 face aux Kings de Los Angeles. Le match se termine par la victoire d'Anaheim 4-3 et le gardien Jean-Sébastien Giguère est élu première étoile du match avec 41 arrêts sur 44 tirs au but. Le 27 octobre contre le Wild du Minnesota, alors que les Ducks perdent 3-2 en prolongation, Todd Fedoruk des Ducks et Derek Boogaard du Wild se livrent un combat ; Fedoruk quitte la rencontre après avoir reçu un coup de poing du joueur du Wild. Cinq plaques d'acier sont nécessaires pour soigner la blessure de Fedoruk. Pour combler son absence, les Ducks font appel à Shawn Thornton, qui affiche alors vingt minutes de pénalité en sept matchs avec les Pirates de Portland de la Ligue américaine de hockey.
Les Ducks inscrivent au moins un point par match au cours de leurs 16 premiers matchs. C'est lors d'une victoire 6-0 contre les Canucks de Vancouver que les Ducks battent le record de la LNH du meilleur départ sur 15 matchs des Oilers d'Edmonton datant de 1984-1985,. Les Ducks subissent leur première défaite en temps régulier à leur 17e match, contre les Flames de Calgary ; il s'agit d'une défaite 3-0, avec un blanchissage de Miikka Kiprusoff, vainqueur du trophée Vézina la saison précédente.
Le 13 novembre, l'équipe effectue trois transactions. Stanislav Tchistov, qui n'a joué qu'un seul match avec Anaheim, est échangé aux Bruins de Boston contre un choix de troisième ronde au repêchage d'entrée de 2008. Fedoruk retourne avec les Flyers de Philadelphie en échange d'un choix de quatrième ronde au repêchage de 2007. Les Ducks échangent leur choix de deuxième ronde de 2007 à l'Avalanche du Colorado contre l'homme fort, George Parros, pour remplacer Fedoruk.
Le 19 novembre, au cours d'une victoire 6-4 contre les Coyotes de Phoenix, Chris Kunitz réalise le premier coup du chapeau de sa carrière en marquant trois buts en un match et est nommé première étoile du match. Les deux autres joueurs nommés sont Teemu Selänne (cinq aides) et Andy McDonald (deux buts et autant d'aides pour quatre points). Le 22 novembre, Selänne inscrit son 500e but dans la LNH contre José Théodore de l'Avalanche du Colorado, devenant ainsi le 36e joueur de l'histoire de la LNH à atteindre ce cap. Le 26 novembre, les Ducks rappellent le gardien de but Michael Wall de la Ligue américaine pour remplacer Giguère qui est blessé au bas du corps. Bryzgalov étant lui aussi blessé, Wall joue son premier match dans la LNH contre les Flames le jour même. Les canards remportent le match 5-3 et Wall réalise 19 arrêts dans le match.

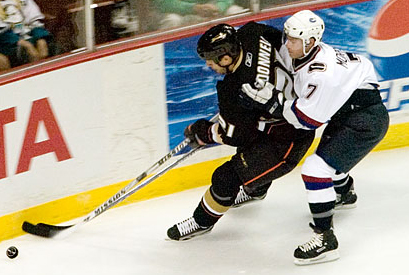
Sean O'Donnell contre Brendan Morrison des Canucks de Vancouver

Deux jours plus tard, contre les Oilers d'Edmonton, Giguère est de retour avec l'équipe et Pronger joue pour la première fois à Edmonton depuis son échange aux Ducks lors de l'intersaison. Les Ducks sont menés 2-0 au deuxième tiers mais réussissent à effectuer une remontée pour égaliser à 2 partout après un but de Kunitz alors qu'il restait 17 secondes dans la troisième période. Getzlaf marque le but en prolongation pour donner la victoire aux Ducks 3-2.
Début décembre, Bryzgalov est blessé à l'aine et les Ducks rappellent Wall pour pallier son absence. Du 8 au 16 décembre, les Ducks jouent cinq matchs à l'extérieur dont quatre contre des franchises de l'association de l'Est. L'équipe gagne les quatre premières rencontres du voyage, contre les Capitals de Washington (6-1), le Lightning de Tampa Bay (4-3), les Panthers de la Floride (5-4), et les Thrashers d'Atlanta (2-1). Le dernier match est joué contre les Sharks de San José, leurs rivaux de division, emmenés par Joe Thornton et Jonathan Cheechoo, respectivement meilleur pointeur et buteur la saison passée avec 125 points et 56 buts. Les Ducks perdent le match 4-3 malgré une avance de 3-2 alors qu'il restait moins de dix minutes à la fin du match.
Le 26 décembre, contre les Sharks, Giguère quitte la patinoire à la fin du deuxième tiers à cause d'une blessure à l'aine, et est remplacé par Wall pour le restant du match. C'est également le cas pour Beauchemin qui quitte le match durant la deuxième période, à cause d'une blessure dont la nature n'est pas révélée ; on apprend plus tard qu'il s'agit d'une lacération de la rate. Les Ducks remportent tout de même le match 4-3 grâce au but de Corey Perry, qui brise l'égalité au troisième tiers. Wall joue deux autres matchs avec Anaheim pour deux défaites, encaissant quatre buts à chaque fois. Lors du match du 31 décembre contre le Wild, les Ducks subissent une autre perte en défense : Pronger se blesse au pied après avoir bloqué un tir de Mark Parrish. Les Ducks terminent l'année 2006 avec 28 victoires, 7 défaites en temps régulier et 6 défaites en prolongation, en 41 matchs. Avec 62 points, ils sont premiers de l'association de l'Ouest ainsi que de la ligue.
Au cours des mois de décembre et janvier, plusieurs joueurs des Ducks donnent leurs premiers coups de patin dans la LNH : Kent Huskins, Aaron Rome, Tim Brent, Björn Melin et Curtis Glencross, ces deux derniers marquant un but à leur premier match.
Au cours du mois de janvier, Bryzgalov revient de la blessure qui lui a fait manquer douze parties et prend la relève du gardien numéro un pendant la blessure de Giguère. Au début du mois, l'équipe recrute Richard Jackman des Panthers de la Floride, contre un choix conditionnel au repêchage, puis le 10 janvier, Travis Green, inutilisé par les Ducks, est réclamé au ballotage par les Maple Leafs de Toronto. Le mois est difficile pour Bryzgalov et les Ducks, avec seulement deux victoires en neuf matchs. Le 16 janvier contre les Blues de Saint-Louis, les Ducks sont menés 5-0 et Bryzgalov est remplacé par Sébastien Caron, gardien de but précédemment acquis des Blackhawks de Chicago. Perry et Selänne marquent pour les Ducks au cours du troisième tiers mais les Ducks perdent le match 6-2.

### Le Match des étoiles

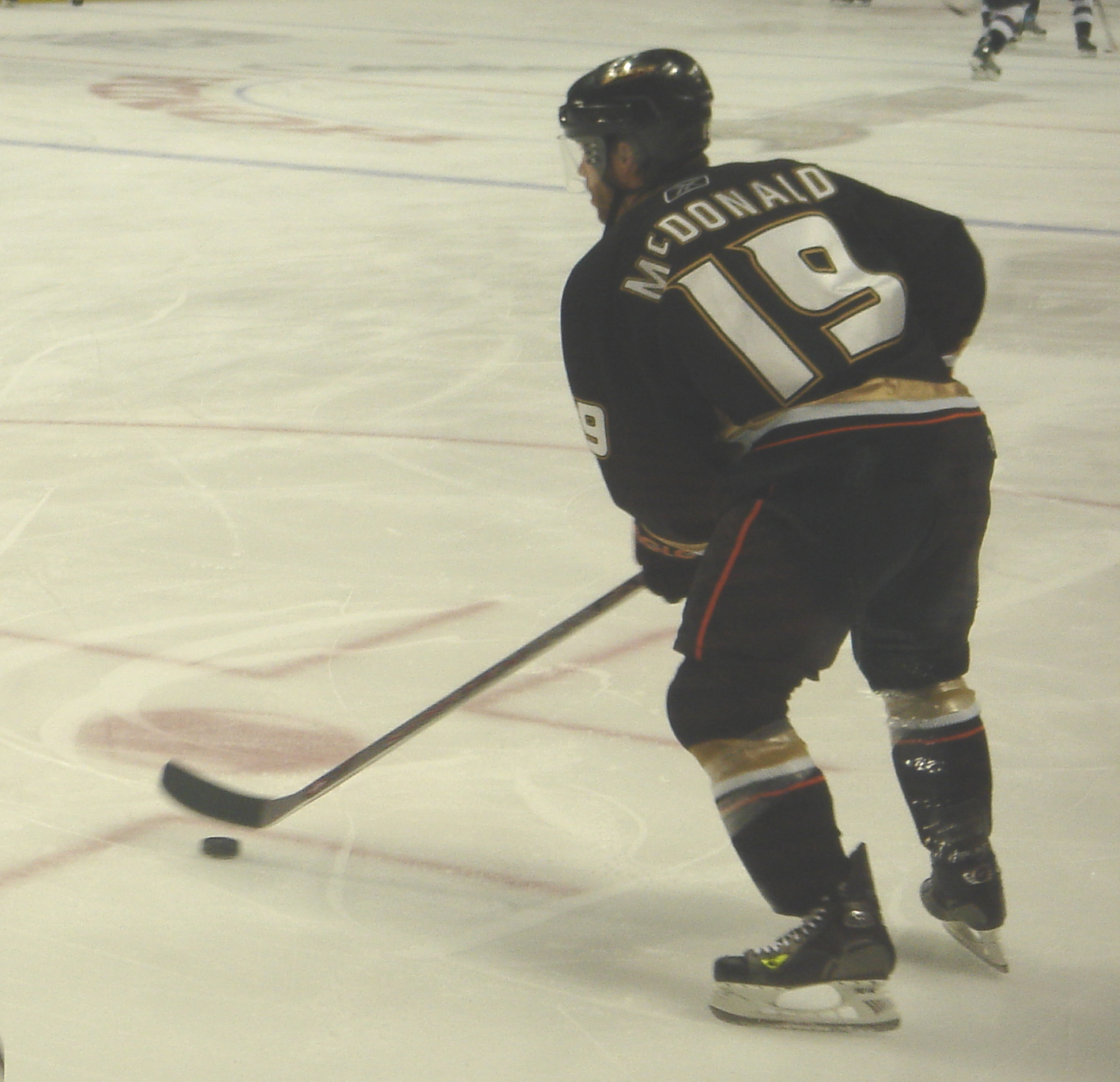
Lors des épreuves d'habileté du Match des étoiles, Andy McDonald est le patineur le plus rapide en effectuant le tour de la patinoire en 14,03 secondes.

Lors du week-end des 23 et 24 janvier a lieu le 55e Match des étoiles de la LNH. Scott Niedermayer et Selänne représentent les Ducks et jouent pour l'association de l'Ouest que l'entraîneur-chef des Ducks, Randy Carlyle, a été choisi pour diriger. Niedermayer ne joue finalement pas en raison d'une fracture de stress à un pied et est remplacé par Ed Jovanovski des Coyotes de Phoenix. McDonald est quant à lui finalement sélectionné pour participer au match en remplacement de Henrik Zetterberg, joueur des Red Wings de Détroit. Getzlaf est le représentant des Ducks pour le Match des jeunes étoiles.
Lors des épreuves d'habileté qui ont lieu en marge du match, McDonald est le patineur le plus rapide en effectuant le tour de la patinoire en 14,03 secondes et Selänne participe à l'épreuve des tirs de fusillade face à Martin Brodeur, mais ce dernier finit par arrêter le palet. Le Finlandais participe à la dernière épreuve aux tirs de fusillade à répétition face à Ryan Miller. Dans cette épreuve, un joueur réalise trois tirs contre le gardien de la conférence adverse. Selänne marque un but et ses deux autres tirs sont bloqués par Miller. L'association de l'Est remporte finalement le concours 15-11.
Au cours du Match des étoiles, Selänne inscrit un but, alors que McDonald n'inscrit pas le moindre point. L'Ouest bat tout de même l'Est sur le score de 12-9. Pour le Match des jeunes étoiles, Getzlaf marque deux buts malgré la défaite de l'Ouest 9-8.

### La fin de saison

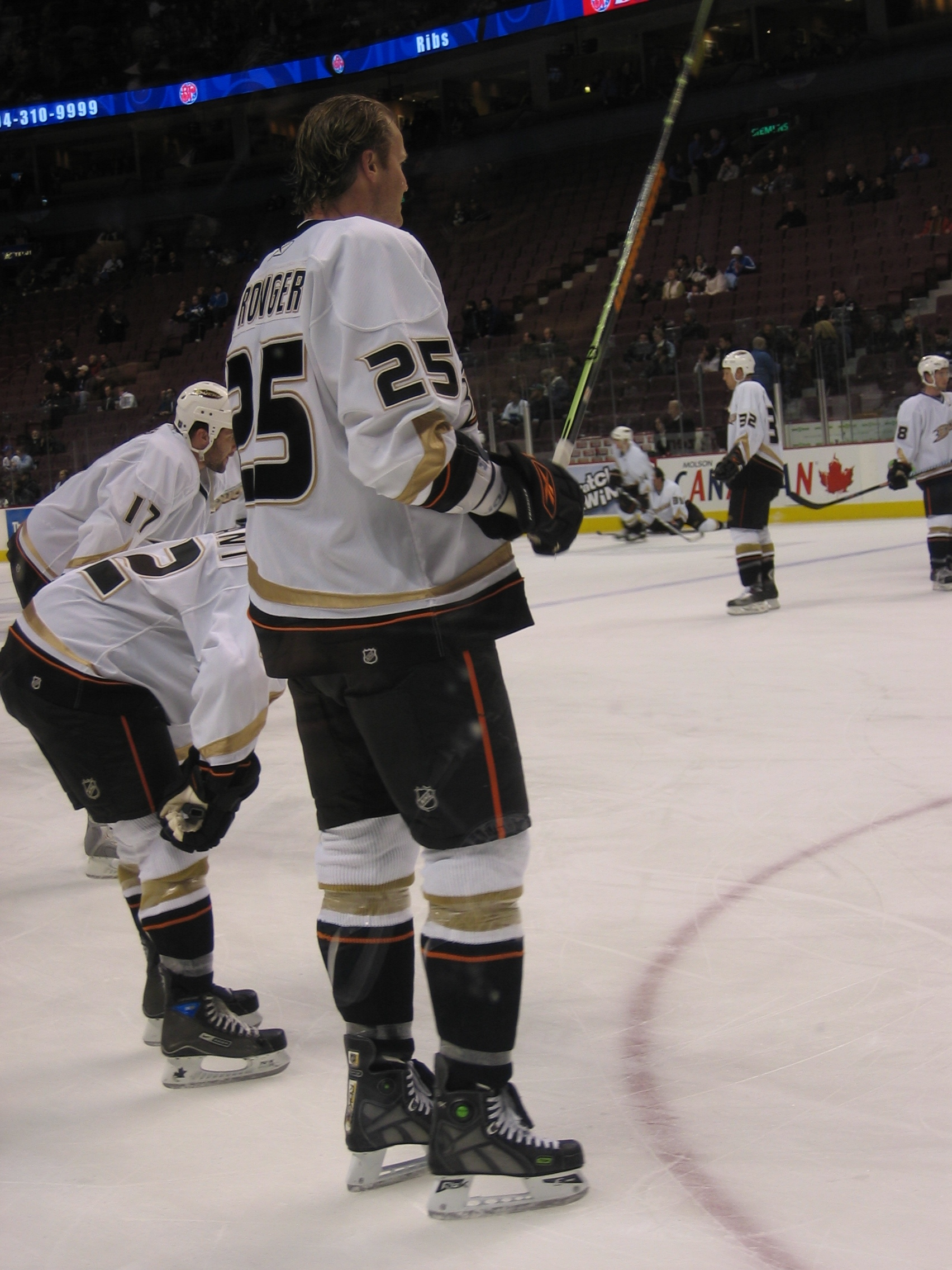
Chris Pronger et d'autres joueurs des Ducks.

Après le Match des étoiles, les Ducks décident le 26 janvier d'échanger Curtis Glencross, Zenon Konopka, et leur choix de septième ronde en 2007 ou 2008 aux Blue Jackets de Columbus contre Mark Hartigan, Joe Motzko, et un choix de quatrième ronde pour 2007.
Giguère est de retour au jeu après avoir manqué onze matchs à cause de sa blessure. C'est également le cas pour Pronger, qui a manqué neuf matchs à cause d'un pied cassé, et Beauchemin qui a manqué onze matchs à cause d'une lacération de la rate. Les Ducks remportent le match 4-1 contre les Stars avec trente arrêts de Giguère et deux buts marqués par l'intermédiaire de McDonald, puis le match suivant contre les Coyotes de Phoenix.
Les Ducks subissent quatre défaites au cours de leurs cinq premiers matchs du mois de février. Ils encaissent en plus trois blanchissages, dont deux consécutivement, contre Dallas et Colorado. Entre le 29 décembre et le 13 février, les Ducks ne remportent que cinq victoires en 18 matchs. Ils restent cependant premiers de leur division, bien que menacés par les Stars et les Sharks, qui sont respectivement à un et quatre points d'Anaheim. Lors du match suivant contre les Coyotes à Phoenix, Selänne ouvre le pointage du match et met fin à la disette des Ducks qui n'avaient plus marqué de but depuis 142 minutes et 48 secondes. L'équipe d'Anaheim est toutefois menée 4-1, mais effectue une remontée grâce à deux buts en supériorité numérique marqués par l'intermédiaire de Pronger, pour ensuite remporter le match en prolongation sur le score de 5-4.
Le 18 février, contre les Kings de Los Angeles, Selänne marque son 301e but sous le chandail des Ducks pour dépasser le record de 300 buts de Paul Kariya et devenir le meilleur buteur de l'histoire des Ducks.
Le 24 février, alors qu'il reste vingt matchs au calendrier des Ducks, le défenseur recrue Shane O'Brien est échangé au Lightning de Tampa Bay avec un choix de troisième ronde pour 2007 contre Gerald Coleman et un choix de première ronde. Le 27 février est le dernier jour possible des échanges, jour appelé trade dead line, et les Ducks effectuent deux transactions. Brad May de l'Avalanche du Colorado rejoint l'équipe contre Michael Wall. L'équipe effectue une transaction mineure en faisant signer Doug O'Brien du Lightning contre Joe Rullier.
Le 1er mars, lendemain de la trade dead line, les Ducks jouent contre les Kings à Los Angeles ; ces derniers gagnent le match 4-3 en prolongation à la suite d'un but de Michael Cammalleri malgré une avance des Ducks 3-1. L'équipe joue les huit matchs suivants à domicile, à guichets fermés, et les Ducks en remportent six. Le 23 mars, contre les Stars, ils assurent leur qualification pour les séries éliminatoires de la Coupe Stanley après avoir remporté le match 3-2 en prolongation grâce à deux buts marqués par Kunitz et au but vainqueur de Scott Niedermayer.
Lors des trois derniers matchs du mois d'avril, Giguère s'absente pour des raisons personnelles et Bryzgalov le remplace. Les Ducks perdent les deux premiers en fusillade contre les Sharks et les Stars. Après 81 matchs, ces derniers sont encore dans la course pour la première place de la division Pacifique. Pour le dernier match de la saison contre les Blue Jackets de Columbus, les Ducks doivent récolter au minimum un point pour remporter le titre de division. L'équipe s'impose finalement 4-3, avec deux buts de Selänne et 42 arrêts de Bryzgalov, et remporte le premier titre de division de son histoire.
Au cours de la saison, 23 matchs des Ducks se sont décidés en temps supplémentaire (13 en tirs de fusillade et 10 en prolongation). Les 48 victoires, 110 points et 258 buts constituent des records pour l'équipe californienne.

## Composition de l'équipe
L'équipe 2006-2007 des Ducks est entraînée par Randy Carlyle, assisté de Dave Farrish et Newell Brown ; le directeur général de la franchise est Brian Burke.

Les joueurs utilisés depuis le début de la saison sont inscrits dans le tableau ci-dessous. Les buts des séances de tir de fusillade ne sont pas comptés dans ces statistiques.
Certains des joueurs ont également joué des matchs avec l'équipe associée aux Ducks : les Pirates de Portland, franchise de la Ligue américaine de hockey.
| No | Nationalité | Joueur                 | PJ | V  | D  | DP | Min   | BC  | BL | Moy  | %Arr | A | Pun | Commentaire                                         |
| -- | ----------- | ---------------------- | -- | -- | -- | -- | ----- | --- | -- | ---- | ---- | - | --- | --------------------------------------------------- |
| 29 | Canada      | Sébastien Caron        | 1  | 0  | 0  | 0  | 28    | 1   | 0  | 2,14 | 83,3 | 0 | 0   | A commencé la saison avec les Blackhawks de Chicago |
| 30 | Russie      | Ilia Bryzgalov         | 27 | 10 | 8  | 6  | 1 509 | 62  | 1  | 2,47 | 90,7 | 0 | 0   |                                                     |
| 31 | Canada      | Michael Wall           | 4  | 2  | 2  | 0  | 202   | 10  | 0  | 2,97 | 87,7 | 1 | 0   |                                                     |
| 35 | Canada      | Jean-Sébastien Giguère | 56 | 36 | 10 | 8  | 3 245 | 122 | 4  | 2,26 | 91,8 | 2 | 0   |                                                     |

| No | Nationalité | Joueur              | PJ | B  | A  | Pts | Pun | Commentaire                                          |
| -- | ----------- | ------------------- | -- | -- | -- | --- | --- | ---------------------------------------------------- |
| 5  | Canada      | Richard Jackman     | 24 | 1  | 10 | 11  | 10  | A commencé la saison avec les Panthers de la Floride |
| 18 | États-Unis  | Ian Moran           | 1  | 0  | 0  | 0   | 0   |                                                      |
| 21 | Canada      | Sean O'Donnell      | 79 | 2  | 15 | 17  | 92  |                                                      |
| 23 | Canada      | François Beauchemin | 71 | 7  | 21 | 28  | 49  |                                                      |
| 25 | Canada      | Chris Pronger       | 66 | 13 | 46 | 59  | 69  | A - assistant capitaine                              |
| 27 | Canada      | Scott Niedermayer   | 79 | 15 | 54 | 69  | 86  | C - capitaine de l'équipe                            |
| 33 | Canada      | Joe DiPenta         | 76 | 2  | 6  | 8   | 48  |                                                      |
| 34 | Canada      | Aaron Rome          | 1  | 0  | 0  | 0   | 0   |                                                      |
| 37 | Canada      | Shane O'Brien       | 62 | 2  | 12 | 14  | 140 | A fini la saison avec le Lightning de Tampa Bay      |
| 40 | Canada      | Kent Huskins        | 33 | 0  | 3  | 3   | 14  |                                                      |

| No | Nationalité | Joueur             | Poste | PJ | B  | A  | Pts | Pun | Commentaire                                            |
| -- | ----------- | ------------------ | ----- | -- | -- | -- | --- | --- | ------------------------------------------------------ |
| 8  | Finlande    | Teemu Selänne      | AD    | 82 | 48 | 46 | 94  | 82  |                                                        |
| 10 | Canada      | Corey Perry        | AD    | 82 | 17 | 27 | 44  | 55  |                                                        |
| 13 | Canada      | Mark Hartigan      | C     | 6  | 0  | 0  | 0   | 4   | A commencé la saison avec les Blue Jackets de Columbus |
| 14 | Canada      | Chris Kunitz       | AG    | 81 | 25 | 35 | 60  | 81  |                                                        |
| 15 | Canada      | Ryan Getzlaf       | C     | 82 | 25 | 33 | 58  | 66  |                                                        |
| 16 | États-Unis  | George Parros      | AD    | 32 | 1  | 0  | 1   | 102 | A commencé la saison avec l'Avalanche du Colorado      |
| 17 | Canada      | Dustin Penner      | AG    | 82 | 29 | 16 | 45  | 58  |                                                        |
| 19 | Canada      | Andy McDonald      | C     | 82 | 27 | 51 | 78  | 46  |                                                        |
| 22 | États-Unis  | Todd Marchant      | C     | 56 | 8  | 15 | 23  | 44  |                                                        |
| 24 | Russie      | Stanislav Tchistov | AG    | 1  | 0  | 0  | 0   | 0   | A fini la saison avec les Bruins de Boston             |
| 24 | Canada      | Brad May           | AG    | 14 | 0  | 1  | 1   | 13  | A commencé la saison avec l'Avalanche du Colorado      |
| 26 | Suède       | Samuel Påhlsson    | C     | 82 | 8  | 18 | 26  | 42  |                                                        |
| 29 | Canada      | Todd Fedoruk       | AG    | 10 | 0  | 3  | 3   | 36  | A fini la saison avec les Flyers de Philadelphie       |
| 32 | Canada      | Travis Moen        | AG    | 82 | 11 | 10 | 21  | 101 |                                                        |
| 38 | Canada      | Ryan Shannon       | AD    | 53 | 2  | 9  | 11  | 10  |                                                        |
| 39 | Canada      | Travis Green       | C     | 7  | 1  | 1  | 2   | 6   | A fini la saison avec les Maple Leafs de Toronto       |
| 43 | Suède       | Björn Melin        | AG    | 3  | 1  | 0  | 1   | 0   |                                                        |
| 44 | Canada      | Rob Niedermayer    | AD    | 82 | 5  | 11 | 16  | 77  | A - assistant capitaine                                |
| 45 | Canada      | Shawn Thornton     | AD    | 48 | 2  | 7  | 9   | 88  |                                                        |
| 46 | Canada      | Curtis Glencross   | AG    | 2  | 1  | 0  | 1   | 2   | A fini la saison avec les Blue Jackets de Columbus     |
| 47 | Canada      | Tim Brent          | C     | 15 | 1  | 0  | 1   | 6   |                                                        |

## Statistiques de la saison régulière

### Match après match
Cette section présente les résultats de la saison régulière qui s'est déroulée du 6 octobre au 7 avril.
Nota : les résultats sont indiqués dans la boîte déroulante ci-dessous afin de ne pas surcharger l'affichage de la page. La colonne « Fiche » indique à chaque match le parcours de l'équipe au niveau des victoires, défaites et défaites en prolongation ou lors de la séance de tir de fusillade (dans l'ordre). La colonne « Pts » indique les points récoltés par l'équipe au cours de la saison. Une victoire rapporte deux points et une défaite en prolongation, un seul.
| No | Date  | Adversaire   | Lieu        | Score    | Buteur(s) des Ducks | Fiche    | Pts | Gardien de but    | Patinoire                    | Résumé     |
| -- | ----- | ------------ | ----------- | -------- | --- | -------- | --- | ----------------- | ---------------------------- | ---------- |
| 1  | 6/10  | Kings        | Anaheim     | 3-4      | Perry McDonald (Selänne - Kunitz) Getzlaf (O'Donnell) Kunitz (S. Niedermayer - Selänne) | 1-0-0    | 2   | Giguère           | Honda Center                 | [ fdm 1 ]  |
| 2  | 7/10  | Coyotes      | Glendale    | 2-1      | Selänne (O'Brien - McDonald) Penner (Perry - Getzlaf) | 2-0-0    | 4   | Bryzgalov         | Glendale Arena               | [ fdm 2 ]  |
| 3  | 9/10  | Blues        | Anaheim     | 0-2      | Kunitz (Selänne - Pronger) Kunitz (McDonald - Selänne) | 3-0-0    | 6   | Giguère           | Honda Center                 | [ fdm 3 ]  |
| 4  | 11/10 | Islanders    | Anaheim     | 5-4 (TF) | Påhlsson (R. Niedermayer - S. Niedermayer) · Påhlsson (Moen - Pronger) · Pronger (Kunitz) · Perry (S. Niedermayer - Penner) · TF : Shannon - Pronger - McDonald · Selänne - Kunitz - R. Niedermayer | 3-0-1    | 7   | Giguère           | Honda Center                 | [ fdm 4 ]  |
| 5  | 15/10 | Stars        | Anaheim     | 4-3 (TF) | Marchant (O'Donnell) · S. Niedermayer (R. Niedermayer - Påhlsson) · McDonald (Pronger - S. Niedermayer) · TF : Shannon - McDonald - Påhlsson                                                        | 3-0-2    | 8   | Giguère           | Honda Center                 | [ fdm 5 ]  |
| 6  | 18/10 | Red Wings    | Anaheim     | 1-4      | Getzlaf (Kunitz - Perry) O'Brien (Selänne - McDonald) Kunitz (Perry - Beauchemin) Perry (O'Brien - Getzlaf)                                                                                         | 4-0-2    | 10  | Giguère           | Honda Center                 | [ fdm 6 ]  |
| 7  | 20/10 | Wild         | Anaheim     | 1-2      | S. Niedermayer (Fedoruk - Perry) O'Donnell (Påhlsson - R. Niedermayer) | 5-0-2    | 12  | Giguère           | Honda Center                 | [ fdm 7 ]  |
| 8  | 22/10 | Kings        | Los Angeles | 3-2 (TF) | Shannon (Marchant) · Penner (Shannon - Marchant) · TF : Shannon - Selänne - McDonald · Kunitz - Getzlaf                                                                                             | 6-0-2    | 14  | Giguère           | Staples Center               | [ fdm 8 ]  |
| 9  | 25/10 | Oilers       | Anaheim     | 2-6      | Moen (Pronger - Påhlsson) S. Niedermayer (Selänne - Pronger) Getzlaf (Fedoruk - S. Niedermayer) Shannon (Marchant - Penner) Getzlaf (Perry - Fedoruk) Moen (Påhlsson - Pronger)                     | 7-0-2    | 16  | Giguère           | Honda Center                 | [ fdm 9 ]  |
| 10 | 27/10 | Wild         | Saint Paul  | 2-3 (TF) | McDonald (Penner - R. Niedermayer) · Kunitz (S. Niedermayer) · TF : Shannon - Getzlaf - Selänne | 7-0-3    | 17  | Giguère           | Xcel Energy Center           | [ fdm 10 ] |
| 11 | 28/10 | Blackhawks   | Chicago     | 3-0      | Penner (S. Niedermayer - Marchant) McDonald (Perry - Pronger) R. Niedermayer (Påhlsson - O'Donnell)                                                                                                 | 8-0-3    | 19  | Bryzgalov         | United Center                | [ fdm 11 ] |
| 12 | 30/10 | Blues        | Saint-Louis | 6-5 (TF) | Moen (O'Donnell - R. Niedermayer) · Beauchemin (Selänne - McDonald) · Marchant (Shannon - Penner) · S. Niedermayer (Pronger - Getzlaf) · Penner (Perry) · TF : Getzlaf - Selänne                    | 9-0-3    | 21  | Giguère           | Scottrade Center             | [ fdm 12 ] |
| 13 | 1/11  | Rangers      | Anaheim     | 4-3 (P)  | Selänne (Kunitz - McDonald) Pronger Getzlaf | 9-0-4    | 22  | Giguère           | Honda Center                 | [ fdm 13 ] |
| 14 | 3/11  | Coyotes      | Anaheim     | 2-6      | Kunitz (Selänne - Pronger) Penner (Marchant - O'Donnell) Selänne (S. Niedermayer) O'Donnell (Selänne - Pronger) McDonald Pronger (Getzlaf - Kunitz)                                                 | 10-0-4   | 24  | Bryzgalov         | Honda Center                 | [ fdm 14 ] |
| 15 | 6/11  | Penguins     | Anaheim     | 2-3 (P)  | Kunitz (Selänne - McDonald) Perry (S. Niedermayer - Pronger) Selänne (S. Niedermayer - Getzlaf) | 11-0-4   | 26  | Giguère           | Honda Center                 | [ fdm 15 ] |
| 16 | 9/11  | Canucks      | Vancouver   | 6-0      | O'Brien (DiPenta - Thornton) Kunitz (Selänne) Påhlsson (R. Niedermayer - O'Brien) Getzlaf (Thornton - Perry) Marchant (Pronger - Moen) Getzlaf (O'Brien)                                            | 12-0-4   | 28  | Giguère           | General Motors Place         | [ fdm 16 ] |
| 17 | 10/11 | Flames       | Calgary     | 0-3      | - | 12-1-4   | 28  | Bryzgalov         | Pengrowth Saddledome         | [ fdm 17 ] |
| 18 | 12/11 | Wild         | Anaheim     | 2-3      | Penner (Green - Beauchemin) Perry (O'Brien - Getzlaf) S. Niedermayer (Getzlaf - Selänne) | 13-1-4   | 30  | Giguère           | Honda Center                 | [ fdm 18 ] |
| 19 | 15/11 | Flyers       | Anaheim     | 7-4      | Kunitz (O'Brien - DiPenta) Påhlsson (Moen - Pronger) Penner (S. Niedermayer - Selänne) McDonald (Pronger - Perry)                                                                                   | 13-2-4   | 30  | Giguère           | Honda Center                 | [ fdm 19 ] |
| 20 | 17/11 | Blackhawks   | Anaheim     | 4-3 (TF) | Beauchemin (S. Niedermayer - Selänne) · Selänne (S. Niedermayer - Pronger) · Kunitz (S. Niedermayer - McDonald) · TF : Selänne - Getzlaf - McDonald                                                 | 13-2-5   | 31  | Bryzgalov         | Honda Center                 | [ fdm 20 ] |
| 21 | 19/11 | Coyotes      | Anaheim     | 4-6      | McDonald (Selänne - Pronger) McDonald (Kunitz - Selänne) Kunitz (Selänne - McDonald) Kunitz (Selänne - Pronger) R. Niedermayer (Marchant - S. Niedermayer)                                          | 14-2-5   | 33  | Giguère           | Honda Center                 | [ fdm 21 ] |
| 22 | 21/11 | Sharks       | Anaheim     | 0-5      | Pronger (Penner) Getzlaf (Beauchemin - Pronger) Selänne (McDonald) Beauchemin (O'Brien - Perry) Selänne (Kunitz - O'Brien)                                                                          | 15-2-5   | 35  | Giguère           | Honda Center                 | [ fdm 22 ] |
| 23 | 22/11 | Avalanche    | Denver      | 3-2 (TF) | Selänne (McDonald - Pronger) · Penner (Marchant - Pronger) · TF : Selänne - Shannon - Getzlaf | 15-2-6   | 36  | Giguère           | Pepsi Center                 | [ fdm 23 ] |
| 24 | 24/11 | Devils       | Anaheim     | 2-4      | Penner (Shannon - O'Brien) Påhlsson Marchant (Moen) Marchant (R. Niedermayer - S. Niedermayer) | 16-2-6   | 38  | Giguère           | Honda Center                 | [ fdm 24 ] |
| 25 | 26/11 | Flames       | Anaheim     | 3-5      | Påhlsson (Beauchemin) Selänne (Pronger) Getzlaf (Perry - Beauchemin) Selänne (Moen - O'Donnell) Marchant (Pronger - Påhlsson)                                                                       | 17-2-6   | 40  | Wall              | Honda Center                 | [ fdm 25 ] |
| 26 | 28/11 | Oilers       | Edmonton    | 3-2 (P)  | Selänne (Pronger - S. Niedermayer) Kunitz (Marchant - McDonald) Getzlaf | 18-2-6   | 42  | Giguère           | Rexall Place                 | [ fdm 26 ] |
| 27 | 30/11 | Canucks      | Vancouver   | 2-1      | McDonald (O'Donnell - Selänne) Getzlaf (S. Niedermayer - Pronger) | 19-2-6   | 44  | Giguère           | General Motors Place         | [ fdm 27 ] |
| 28 | 2/11  | Kings        | Los Angeles | 4-3      | Moen (Påhlsson - Selänne) Selänne (McDonald - Beauchemin) R. Niedermayer (Moen - S. Niedermayer) Selänne (Pronger - McDonald)                                                                       | 20-2-6   | 46  | Giguère           | Staples Center               | [ fdm 28 ] |
| 29 | 3/12  | Kings        | Anaheim     | 3-2      | Getzlaf (Pronger - Penner) Marchant (Penner - S. Niedermayer) | 20-3-6   | 46  | Giguère           | Honda Center                 | [ fdm 29 ] |
| 30 | 6/12  | Predators    | Anaheim     | 0-4      | Selänne (McDonald - Kunitz) Getzlaf (Kunitz - Pronger) Selänne (Kunitz - S. Niedermayer) Kunitz (Selänne - McDonald)                                                                                | 21-3-6   | 48  | Giguère           | Honda Center                 | [ fdm 30 ] |
| 31 | 8/12  | Capitals     | Washington  | 6-1      | Thornton (Marchant) Marchant Penner (Marchant - Thornton) Selänne (McDonald) McDonald (Kunitz - Selänne) Perry (Getzlaf)                                                                            | 22-3-6   | 50  | Giguère           | Verizon Center               | [ fdm 31 ] |
| 32 | 9/12  | Lightning    | Tampa       | 4-3      | Penner (Marchant - Thornton) Penner (Thornton - Beauchemin) Selänne (McDonald - Kunitz) Kunitz (Selänne - S. Niedermayer)                                                                           | 23-3-6   | 52  | Giguère           | St. Pete Times Forum         | [ fdm 32 ] |
| 33 | 12/12 | Panthers     | Sunrise     | 5-4      | Perry (S. Niedermayer - Beauchemin) Getzlaf (Shannon - Perry) Beauchemin (S. Niedermayer - McDonald) Pronger (Penner - Perry) Pronger (Moen - Påhlsson)                                             | 24-3-6   | 54  | Giguère           | BankAtlantic Center          | [ fdm 33 ] |
| 34 | 13/12 | Thrashers    | Atlanta     | 2-1      | Selänne (Getzlaf, Pronger) Selänne (McDonald - Kunitz) | 25-3-6   | 56  | Giguère           | Philips Arena                | [ fdm 34 ] |
| 35 | 16/12 | Sharks       | San José    | 3-4      | Getzlaf (McDonald - Pronger) Perry (Shannon - O'Donnell) Penner (Perry, Getzlaf) | 25-4-6   | 56  | Giguère           | HP Pavilion at San Jose      | [ fdm 35 ] |
| 36 | 18/12 | Flames       | Anaheim     | 1-4      | McDonald (Kunitz - Selänne) Påhlsson (R. Niedermayer - Moen) Penner (Pronger - Giguère) Perry (Penner - Pronger)                                                                                    | 26-4-6   | 58  | Giguère           | Honda Center                 | [ fdm 36 ] |
| 37 | 20/12 | Stars        | Anaheim     | 1-4      | Pronger (Påhlsson) Perry (Kunitz - DiPenta) Perry (Thornton - Getzlaf) S. Niedermayer (Selänne - McDonald)                                                                                          | 27-4-6   | 60  | Giguère           | Honda Center                 | [ fdm 37 ] |
| 38 | 23/12 | Coyotes      | Glendale    | 0-2      | - | 27-5-6   | 60  | Giguère           | Jobing.com Arena             | [ fdm 38 ] |
| 39 | 26/12 | Sharks       | San José    | 3-4      | Green (Shannon - DiPenta) Kunitz (Shannon - Huskins) Penner (McDonald - Pronger) Perry (Påhlsson - Niedermayer)                                                                                     | 28-5-6   | 62  | Giguère - Wall    | HP Pavilion at San Jose      | [ fdm 39 ] |
| 40 | 29/12 | Hurricanes   | Raleigh     | 2-4      | Selänne (S. Niedermayer - Wall) Selänne (Pronger - McDonald) | 28-6-6   | 62  | Wall              | RBC Center                   | [ fdm 40 ] |
| 41 | 31/12 | Wild         | Saint Paul  | 3-4      | Selänne (S. Niedermayer - McDonald) S. Niedermayer (Selänne - Kunitz) Selänne (S. Niedermayer - O'Brien)                                                                                            | 28-7-6   | 62  | Wall              | Xcel Energy Center           | [ fdm 41 ] |
| 42 | 2/1   | Red Wings    | Détroit     | 1-2      | Getzlaf (McDonald - S. Niedermayer) | 28-8-6   | 62  | Bryzgalov         | Joe Louis Arena              | [ fdm 42 ] |
| 43 | 5/1   | Blue Jackets | Anaheim     | 4-3      | McDonald (Selänne - S. Niedermayer) Moen (S. Niedermayer - Thornton) Selänne (McDonald) | 28-9-6   | 62  | Bryzgalov         | Honda Center                 | [ fdm 43 ] |
| 44 | 7/1   | Red Wings    | Anaheim     | 2-4      | Moen (Påhlsson - O'Donnell) Melin (Selänne) Getzlaf (Kunitz - S. Niedermayer) R. Niedermayer (O'Donnell)                                                                                            | 29-9-6   | 64  | Bryzgalov         | Honda Center                 | [ fdm 44 ] |
| 45 | 9/1   | Predators    | Nashville   | 4-5 (P)  | Kunitz (Perry) Penner (S. Niedermayer - Jackman) Getzlaf (Perry - Penner) Selänne (McDonald - O'Brien)                                                                                              | 29-9-7   | 65  | Bryzgalov         | Gaylord Entertainment Center | [ fdm 45 ] |
| 46 | 11/1  | Stars        | Dallas      | 5-1      | Selänne (Jackman - McDonald) Selänne (Kunitz - McDonald) S. Nidermayer (McDonald - Jackman) DiPenta (Påhlsson - Moen) Selänne (McDonald - S. Niedermayer)                                           | 30-9-7   | 67  | Bryzgalov         | American Airlines Center     | [ fdm 46 ] |
| 47 | 13/1  | Avalanche    | Anaheim     | 3-2 (TF) | Glencross (Getzlaf - Jackman) · Getzlaf (Perry - Kunitz) · TF : Kunitz - Getzlaf - Perry · McDonald                                                                                                 | 30-9-8   | 68  | Bryzgalov         | Honda Center                 | [ fdm 47 ] |
| 48 | 16/1  | Blues        | Anaheim     | 6-2      | Perry (Getzlaf - Kunitz) Selänne (Jackman - McDonald) | 30-10-8  | 68  | Bryzgalov - Caron | Honda Center                 | [ fdm 48 ] |
| 49 | 18/1  | Oilers       | Edmonton    | 1-4      | Selänne | 30-11-8  | 68  | Bryzgalov         | Rexall Place                 | [ fdm 49 ] |
| 50 | 19/1  | Flames       | Calgary     | 2-3      | S. Niedermayer (McDonald - Getzlaf) S. Niedermayer (McDonald - Jackman) | 30-12-8  | 68  | Bryzgalov         | Pengrowth Saddledome         | [ fdm 50 ] |
| 51 | 28/1  | Stars        | Anaheim     | 1-4      | McDonald (Kunitz) Penner (Marchant - Jackman) McDonald (Selänne - Kunitz) Selänne (Getzlaf - Beauchemin)                                                                                            | 31-12-8  | 70  | Giguère           | Honda Center                 | [ fdm 51 ] |
| 52 | 31/1  | Coyotes      | Anaheim     | 1-2      | Moen (Kunitz) McDonald (Selänne - Pronger) | 32-12-8  | 72  | Giguère           | Honda Center                 | [ fdm 52 ] |
| 53 | 3/2   | Predators    | Nashville   | 0-3      | - | 32-13-8  | 72  | Giguère           | Gaylord Entertainment Center | [ fdm 53 ] |
| 54 | 6/2   | Sharks       | San José    | 7-4      | Moen (Påhlsson) Påhlsson (R. Niedermayer - S. Niedermayer) McDonald (Kunitz - Pronger) R. Niedermayer Penner (Marchant - Pronger) Moen (R. Niedermayer - Beauchemin) Getzlaf                        | 33-13-8  | 74  | Giguère           | HP Pavilion at San Jose      | [ fdm 54 ] |
| 55 | 7/2   | Sharks       | Anaheim     | 3-2      | Selänne (O'Brien - DiPenta) Thornton (Penner - Marchant) | 33-14-8  | 74  | Bryzgalov         | Honda Center                 | [ fdm 55 ] |
| 56 | 10/2  | Stars        | Dallas      | 0-1      | - | 33-15-8  | 74  | Giguère           | American Airlines Center     | [ fdm 56 ] |
| 57 | 13/2  | Avalanche    | Denver      | 0-2      | - | 33-16-8  | 74  | Giguère           | Pepsi Center                 | [ fdm 57 ] |
| 58 | 15/2  | Coyotes      | Glendale    | 5-4 (P)  | Selänne (McDonald - Kunitz) Pronger (S. Niedermayer - Selänne) Penner (Shannon - S. Niedermayer) Pronger (Getzlaf - Perry) Selänne (Getzlaf - McDonald)                                             | 34-16-8  | 76  | Giguère           | Jobing.com Arena             | [ fdm 58 ] |
| 59 | 17/2  | Kings        | Los Angeles | 3-2 (TF) | Selänne (Penner - Pronger) · Kunitz (McDonald - Selänne) · TF : Getzlaf - Selänne - McDonald · Kunitz - Perry                                                                                       | 35-16-8  | 78  | Giguère           | Staples Center               | [ fdm 59 ] |
| 60 | 18/2  | Kings        | Anaheim     | 4-3 (TF) | Kunitz (Selänne - McDonald) · Selänne (S. Niedermayer - Penner) · Getzlaf (Selänne - S. Niedermayer) · TF : Getzlaf - Selänne - Perry · Kunitz - McDonald - R. Niedermayer                          | 35-16-9  | 79  | Giguère           | Honda Center                 | [ fdm 60 ] |
| 61 | 20/2  | Canucks      | Anaheim     | 3-2 (P)  | Brent (Penner - Shannon) Kunitz (Selänne - Pronger) | 35-16-10 | 80  | Giguère           | Honda Center                 | [ fdm 61 ] |
| 62 | 23/2  | Stars        | Dallas      | 1-4      | Perry | 35-17-10 | 80  | Giguère           | American Airlines Center     | [ fdm 62 ] |
| 63 | 25/2  | Avalanche    | Anaheim     | 3-5      | McDonald (O'Donnell - Beauchemin) McDonald (Selänne - Pronger) Selänne (McDonald - S. Niedermayer) S. Niedermayer (Påhlsson - R. Niedermayer) Pronger (S. Niedermayer - Getzlaf)                    | 36-17-10 | 82  | Giguère           | Honda Center                 | [ fdm 63 ] |
| 64 | 26/2  | Sharks       | San José    | 3-2      | Penner (Jackman - Getzlaf) Penner (Getzlaf - Beauchemin) Selänne (Kunitz) | 37-17-10 | 84  | Bryzgalov         | HP Pavilion at San Jose      | [ fdm 64 ] |
| 65 | 1/3   | Kings        | Los Angeles | 3-4 (P)  | Penner (S. Niedermayer - Pronger) S. Niedermayer (Pronger - Kunitz) McDonald (Selänne) | 37-17-11 | 85  | Bryzgalov         | Staples Center               | [ fdm 65 ] |
| 66 | 2/3   | Sharks       | Anaheim     | 1-3      | Penner (Getzlaf - Selänne) Kunitz (McDonald) Pronger (Perry - McDonald) | 38-17-11 | 87  | Giguère           | Honda Center                 | [ fdm 66 ] |
| 67 | 4/3   | Predators    | Anaheim     | 2-3 (TF) | Selänne (McDonald - Kunitz) · Penner (Pronger - Getzlaf) · TF : Getzlaf - Selänne - Perry | 39-17-11 | 89  | Giguère           | Honda Center                 | [ fdm 67 ] |
| 68 | 7/3   | Coyotes      | Anaheim     | 1-2      | Jackman (Perry - McDonald) DiPenta (Moen - Påhlsson) | 40-17-11 | 91  | Giguère           | Honda Center                 | [ fdm 68 ] |
| 69 | 9/3   | Oilers       | Anaheim     | 1-5      | Getzlaf (Beauchemin - S. Niedermayer) Perry (Penner - Getzlaf) Getzlaf (S. Niedermayer - Perry) Penner (Jackman - Huskins) McDonald (O'Donnell - Kunitz)                                            | 41-17-11 | 93  | Bryzgalov         | Honda Center                 | [ fdm 69 ] |
| 70 | 11/3  | Canucks      | Anaheim     | 2-4      | Selänne (Beauchemin - Getzlaf) McDonald (Kunitz - Beauchemin) McDonald (Selänne - Kunitz) Selänne (McDonald - Beauchemin)                                                                           | 42-17-11 | 95  | Giguère           | Honda Center                 | [ fdm 70 ] |
| 71 | 14/3  | Blue Jackets | Anaheim     | 5-4 (TF) | Perry (Niedermayer - O'Donnell) · Beauchemin (Penner - Selänne) · Beauchemin (Påhlsson - S. Niedermayer) · Kunitz (Selänne - S. Niedermayer) · TF : Getzlaf - Selänne - McDonald · Kunitz - Perry   | 42-17-12 | 96  | Giguère           | Honda Center                 | [ fdm 71 ] |
| 72 | 16/3  | Blackhawks   | Anaheim     | 2-5      | Selänne (S. Niedermayer - McDonald) Perry (S. Niedermayer - Beauchemin) Selänne (McDonald - Getzlaf) McDonald McDonald (Getzlaf - S. Niedermayer)                                                   | 43-17-12 | 98  | Bryzgalov         | Honda Center                 | [ fdm 72 ] |
| 73 | 18/3  | Kings        | Anaheim     | 5-3      | Moen (Påhlsson - O'Donnell) Penner (Perry - Getzlaf) Selänne (Kunitz - Jackman) | 43-18-12 | 98  | Giguère           | Honda Center                 | [ fdm 73 ] |
| 74 | 22/3  | Coyotes      | Glendale    | 1-2      | Moen (Beauchemin - Påhlsson) | 43-19-12 | 98  | Bryzgalov         | Jobing.com Arena             | [ fdm 74 ] |
| 75 | 23/3  | Stars        | Anaheim     | 2-3 (P)  | Kunitz (McDonald - Perry) Kunitz (Perry - S. Niedermayer) S. Niedermayer (Beauchemin - Getzlaf) | 44-19-12 | 100 | Giguère           | Honda Center                 | [ fdm 75 ] |
| 76 | 26/3  | Red Wings    | Détroit     | 0-1      | - | 44-20-12 | 100 | Giguère           | Joe Louis Arena              | [ fdm 76 ] |
| 77 | 28/3  | Blackhawks   | Chicago     | 3-1      | Penner (Perry - Huskins) Penner (Perry - Getzlaf) Parros (May - DiPenta) | 45-20-12 | 102 | Bryzgalov         | United Center                | [ fdm 77 ] |
| 78 | 29/3  | Blue Jackets | Columbus    | 5-2      | Pronger (S. Niedermayer - McDonald) Beauchemin (Selänne - Kunitz) Getzlaf (Selänne - Pronger) Pronger (Getzlaf - Selänne) Selänne (Marchant - Beauchemin)                                           | 46-20-12 | 104 | Giguère           | Nationwide Arena             | [ fdm 78 ] |
| 79 | 31/3  | Blues        | Saint-Louis | 3-2      | S. Niedermayer (Getzlaf - Selänne) McDonald (Kunitz - Pronger) McDonald (S. Nidermayer - Giguère)                                                                                                   | 47-20-12 | 106 | Giguère           | Scottrade Center             | [ fdm 79 ] |
| 80 | 4/4   | Sharks       | Anaheim     | 3-2 (TF) | McDonald (Kunitz - Pronger) · S. Niedermayer (Pronger - McDonald) · TF : Getzlaf - Selänne - McDonald                                                                                               | 47-20-13 | 107 | Bryzgalov         | Honda Center                 | [ fdm 80 ] |
| 81 | 6/4   | Stars        | Dallas      | 1-2 (TF) | Selänne (McDonald - O'Donnell) · TF : McDonald - Getzlaf - Selänne · Perry | 47-20-14 | 108 | Bryzgalov         | American Airlines Center     | [ fdm 81 ] |
| 82 | 7/4   | Blue Jackets | Columbus    | 4-3      | Selänne (Getzlaf - S. Niedermayer) Penner Selänne (Getzlaf - Beauchemin) Getzlaf (Perry) | 48-20-14 | 110 | Bryzgalov         | Nationwide Arena             | [ fdm 82 ] |

### Classement
L'équipe des Ducks finit à la première place de la division Pacifique avec 110 points et à la seconde place de l'association de l'Ouest, derrière les Red Wings de Détroit qui totalisent trois points de plus. Cela les place à la troisième place de la LNH derrière les Sabres de Buffalo et les Red Wings qui comptent tous les deux 113 points.
| Clt   | Équipe               | PJ | V  | D  | DP | BP  | BC  | Pts |
| ----- | -------------------- | -- | -- | -- | -- | --- | --- | --- |
| +001, | Ducks d'Anaheim      | 82 | 48 | 20 | 14 | 258 | 208 | 110 |
| +002, | Sharks de San José   | 82 | 51 | 26 | 5  | 258 | 199 | 107 |
| +003, | Stars de Dallas      | 82 | 50 | 25 | 7  | 226 | 197 | 107 |
| +004, | Kings de Los Angeles | 82 | 27 | 41 | 14 | 227 | 283 | 68  |
| +005, | Coyotes de Phoenix   | 82 | 31 | 46 | 5  | 216 | 284 | 67  |

| +001, | Red Wings de Détroit     | CE | 82 | 50 | 19 | 13 | 274 | 199 | 113 |  |  |  |
| +002, | Ducks d'Anaheim          | PA | 82 | 48 | 20 | 14 | 258 | 208 | 110 |  |  |  |
| +003, | Canucks de Vancouver     | NO | 82 | 49 | 26 | 7  | 221 | 201 | 105 |  |  |  |
| +004, | Predators de Nashville   | CE | 82 | 51 | 23 | 8  | 272 | 212 | 110 |  |  |  |
| +005, | Sharks de San José       | PA | 82 | 51 | 26 | 5  | 258 | 199 | 107 |  |  |  |
| +006, | Stars de Dallas          | PA | 82 | 50 | 25 | 7  | 226 | 197 | 107 |  |  |  |
| +007, | Wild du Minnesota        | NO | 82 | 48 | 26 | 8  | 235 | 191 | 104 |  |  |  |
| +008, | Flames de Calgary        | NO | 82 | 43 | 29 | 10 | 258 | 226 | 96  |  |  |  |
|       |                          |    |    |    |    |    |     |     |     |  |  |  |
| +009, | Avalanche du Colorado    | NO | 82 | 44 | 31 | 7  | 272 | 251 | 95  |  |  |  |
| +010, | Blues de Saint Louis     | CE | 82 | 34 | 35 | 13 | 214 | 254 | 81  |  |  |  |
| +011, | Blue Jackets de Columbus | CE | 82 | 33 | 42 | 7  | 201 | 249 | 73  |  |  |  |
| +012, | Oilers d'Edmonton        | NO | 82 | 32 | 43 | 7  | 195 | 248 | 71  |  |  |  |
| +013, | Blackhawks de Chicago    | CE | 82 | 31 | 42 | 9  | 200 | 258 | 71  |  |  |  |
| +014, | Kings de Los Angeles     | PA | 82 | 27 | 41 | 14 | 227 | 283 | 68  |  |  |  |
| +015, | Coyotes de Phoenix       | PA | 82 | 31 | 46 | 5  | 216 | 284 | 67  |  |  |  |

### Meneurs de la saison

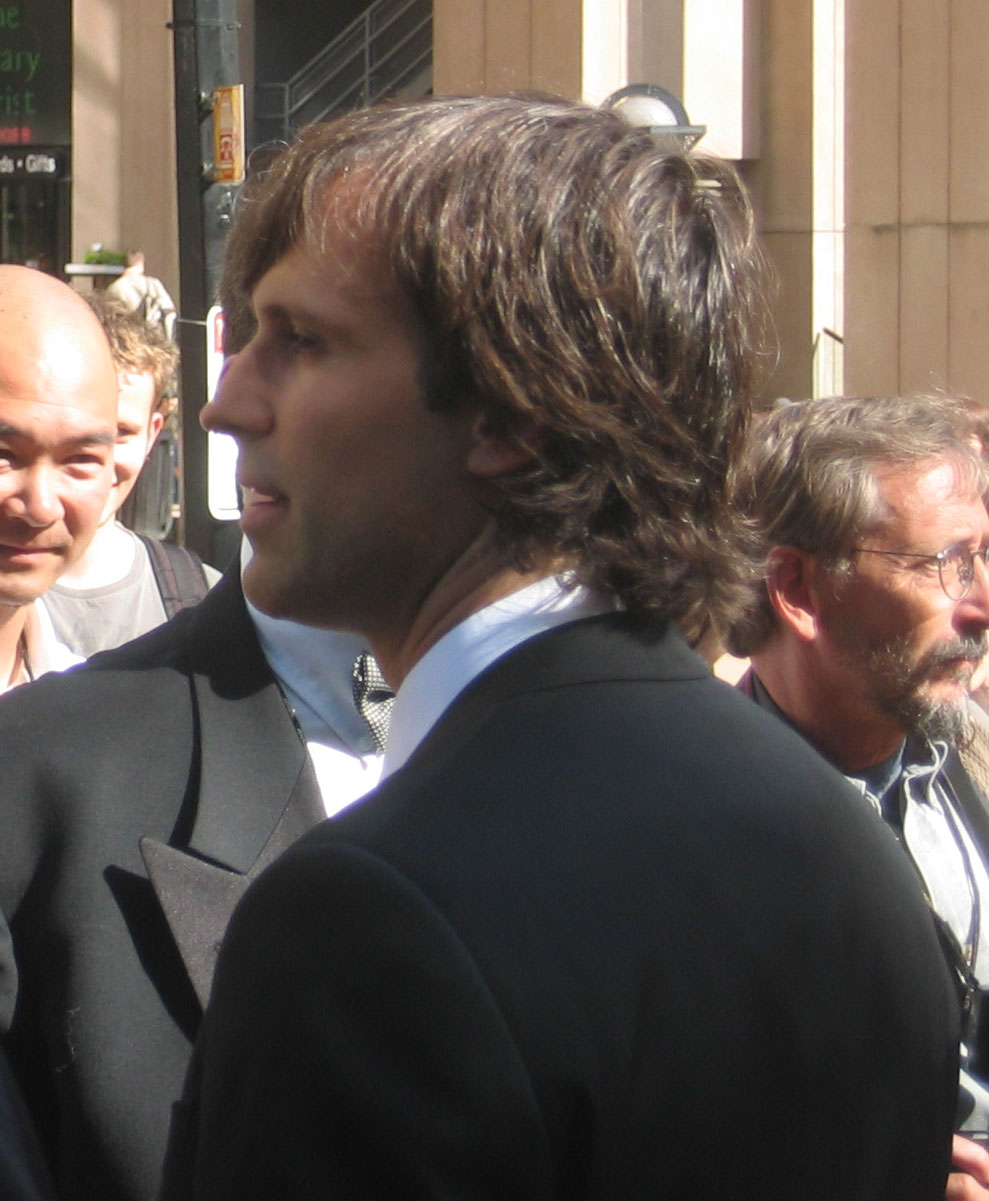
Scott Niedermayer mène les défenseurs chez les Ducks ainsi que dans la LNH.

À la fin de la saison, Teemu Selänne termine, tout comme la saison précédente, meilleur buteur et pointeur des Ducks avec 48 buts et 94 points. Dans la LNH, Sidney Crosby des Penguins de Pittsburgh est le meilleur pointeur de la ligue avec 120 points, 26 de plus que Selänne qui est onzième de ce classement. Vincent Lecavalier du Lightning de Tampa Bay, meilleur buteur de la ligue (52), compte quatre buts de plus de Selänne qui est troisième. Le défenseur Scott Niedermayer est le meilleur passeur des Ducks avec 54 aides alors que l'attaquant comptant le plus d'aides est Andy McDonald avec 51 réalisations. Dans la ligue, Joe Thornton des Sharks de San José est loin devant les deux joueurs d'Anaheim avec 92 aides.
Chez les défenseurs, Scott Niedermayer est le joueur des Ducks avec le plus de buts (15), d'aides (54) et de points (69). Au niveau des buts, Niedermayer finit dans la septième position des défenseurs de la ligue alors que Sheldon Souray des Canadiens de Montréal a marqué à 26 reprises.
Au niveau des pénalités, le défenseur Shane O'Brien totalise 140 minutes mais a été échangé au Lightning de Tampa Bay au cours de la saison. Le joueur des Ducks le plus pénalisé ayant fini la saison avec l'équipe est George Parros qui totalise 102 minutes de pénalité en 32 matchs. Parros est également le joueur ayant participé au plus grand nombre de combats avec 18. Au niveau de la LNH, Ben Eager des Flyers de Philadelphie totalise 233 minutes de pénalité.

## Séries éliminatoires

### Déroulement des séries

#### Premier tour contre le Wild
Les Ducks rencontrent au premier tour le Wild du Minnesota, septième équipe qualifiée de l'association de l'Ouest. Ces derniers jouent pour la seconde fois de leur histoire les séries éliminatoires de la Coupe Stanley après celles de 2003 où ils perdent en finale d'association de l'Ouest en quatre matchs contre les Ducks. Les deux équipes totalisent toutes deux 48 victoires mais six points les séparent. L'équipe du Wild compte dans ses rangs Marián Gáborík, Pavol Demitra, Brian Rolston, Pierre-Marc Bouchard ou encore Niklas Bäckström dans les buts.
Les Ducks, deuxièmes, possèdent l'avantage de la glace : les deux premiers matchs sont donc joués au Honda Center, puis les deux suivants dans la patinoire du Wild, le Xcel Energy Center. Si besoin, les matchs suivants se jouent à Anaheim puis au Minnesota et, en cas de septième match, à nouveau à Anaheim.
Le premier match des séries entre les deux équipes se déroule le 11 avril 2007. Pavol Demitra marque le premier but du match lors du second tiers-temps mais Selänne réplique et égalise. Penner brise l'égalité et marque le but victorieux lors du troisième tiers-temps alors qu'il reste environ cinq minutes dans le match. Les Ducks mènent la série 2 matchs à 0 après une victorie 3-2 grâce au doublé de François Beauchemin, les deux buts étant marqués en supériorité numérique, et à un but en infériorité numérique de Getzlaf après une pénalité de son coéquipier Parros. Les deux buts du Wild sont marqués par Gáborík et Mikko Koivu.
Le troisième match se déroule à Saint Paul au Minnesota. McDonald marque le premier but du match après avoir profité d'une supériorité numérique à la suite de la pénalité du joueur du Wild Wes Walz. Après un deuxième tiers-temps sans but, Rob Niedermayer double l'avance des Ducks. Alors qu'il ne reste que 38 secondes à jouer, le joueur de Minnesota Petteri Nummelin marque un but et prive Bryzgalov d'un blanchissage. Le match se termine 2 buts à 1 en faveur des Ducks qui mènent la série 3 matchs à 0, et ne sont plus qu'à un match d'un balayage. Beauchemin a dû quitter le match après avoir reçu un tir frappé de Mark Parrish au visage en plus de manquer le quatrième match.
Lors du quatrième match, Stéphane Veilleux est pénalisé pour deux minutes pour rudesse lors du deuxième tiers-temps. Il n'est au banc que pour quarante secondes après un but de Pronger. Deux minutes avant la fin de cette période, Pierre-Marc Bouchard égalise. Les Ducks sont menés lors du troisième tiers-temps après trois buts sans réplique des joueurs du Wild : Gáborík, Rolston et Parrish. Après le but de ce dernier, Bryzgalov est remplacé par Giguère ; dans le même temps, une bataille entre Corey Perry et Brent Burns a lieu. Alors qu'il reste moins de deux minutes au match, Adam Hall et Kent Huskins en font de même. Brad May reçoit une pénalité de méconduite ainsi qu'une pénalité de match pour un coup de point sur Kim Johnsson du Wild. Après le match, la ligue décide de le suspendre pour trois matchs. Le Wild remporte le match 4-1 mais les Ducks mènent toujours la série.
Le jour du cinquième match, les Ducks décident de faire débuter Giguère à la place de Bryzgalov dans les buts. Pronger marque le premier but du match une minute après le début de la rencontre. Lors du second tiers-temps, Gáborík marque en infériorité numérique après une pénalité de son coéquipier Derek Boogaard pour crosse haute ; le gardien Bäckström est alors crédité d'une aide. Getzlaf profite de cette même pénalité pour marquer et de donner l'avantage aux Ducks 2-1. Après un but de Perry en troisième tiers-temps, Travis Moen marque dans un filet déserté par Bäckström et confirme la victoire d'Anaheim 4-1 qui remporte la série en cinq rencontres.
| 11 avril | Ducks | 2-1 (0-0, 1-1, 1-0) | Wild | Honda Center 17 180 spectateurs |

| Feuille de match | Feuille de match                                                           | Feuille de match | Feuille de match                         | Feuille de match                                                       |
| ---------------- | -------------------------------------------------------------------------- | ---------------- | ---------------------------------------- | ---------------------------------------------------------------------- |
|                  | - Selänne (Beauchemin) — 29 min 52 s Penner (Perry, Getzlaf) — 54 min 40 s | 0-1 1-1 2-1      | Demitra (Foster, Gáborík) — 26 min 1 s - | Arbitrage : Mike Hasenfratz, Dan O'Halloran Steve Miller, Dan Schachte |
| Bryzgalov        | Gardiens                                                                   | Bäckström        |                                          | Arbitrage : Mike Hasenfratz, Dan O'Halloran Steve Miller, Dan Schachte |
| 10 min           | Pénalités                                                                  | 8 min            |                                          | Arbitrage : Mike Hasenfratz, Dan O'Halloran Steve Miller, Dan Schachte |
| 34               | Tirs                                                                       | 25               |                                          | Arbitrage : Mike Hasenfratz, Dan O'Halloran Steve Miller, Dan Schachte |

| 13 avril | Ducks | 3-2 (1-0, 2-1, 0-1) | Wild | Honda Center 17 324 spectateurs |

| Feuille de match | Feuille de match | Feuille de match    | Feuille de match                                                       | Feuille de match                                                   |
| ---------------- | --- | ------------------- | ---------------------------------------------------------------------- | ------------------------------------------------------------------ |
|                  | Beauchemin (Påhlsson, Moen) — 13 min 19 s (SN) - Beauchemin (Getzlaf, Selänne) — 36 min 17 s (SN) Getzlaf (Moen, Pronger) — 38 min 43 s (IN) - | 1-0 1-1 2-1 3-1 3-2 | - Gáborík (Demitra, Foster) — 23 min 33 s - Koivu (Burns) — 55 min 4 s | Arbitrage : Eric Furlatt, Bill McCreary Steve Miller, Dan Schachte |
| Bryzgalov        | Gardiens | Bäckström           |                                                                        | Arbitrage : Eric Furlatt, Bill McCreary Steve Miller, Dan Schachte |
| 29 min           | Pénalités | 33 min              |                                                                        | Arbitrage : Eric Furlatt, Bill McCreary Steve Miller, Dan Schachte |
| 25               | Tirs | 32                  |                                                                        | Arbitrage : Eric Furlatt, Bill McCreary Steve Miller, Dan Schachte |

| 15 avril | Wild | 1-2 (0-1, 0-0, 1-1) | Ducks | Xcel Energy Center 19 224 spectateurs |

| Feuille de match | Feuille de match                         | Feuille de match | Feuille de match                                                              | Feuille de match                                                     |
| ---------------- | ---------------------------------------- | ---------------- | ----------------------------------------------------------------------------- | -------------------------------------------------------------------- |
|                  | - Nummelin (Bouchard) — 59 min 21 s (SN) | 0-1 0-2 1-2      | McDonald (Pronger) — 16 min 5 s (SN) R. Niedermayer (Pronger) — 49 min 43 s - | Arbitrage : Wes McCauley, Brad Watson Lonnie Cameron, Pierre Racicot |
| Bäckström        | Gardiens                                 | Bryzgalov        |                                                                               | Arbitrage : Wes McCauley, Brad Watson Lonnie Cameron, Pierre Racicot |
| 12 min           | Pénalités                                | 16 min           |                                                                               | Arbitrage : Wes McCauley, Brad Watson Lonnie Cameron, Pierre Racicot |
| 20               | Tirs                                     | 19               |                                                                               | Arbitrage : Wes McCauley, Brad Watson Lonnie Cameron, Pierre Racicot |

| 17 avril | Wild | 4-1 (0-0, 1-1, 3-0) | Ducks | Xcel Energy Center 19 174 spectateurs |

| Feuille de match | Feuille de match | Feuille de match                             | Feuille de match                                      | Feuille de match                                                       |
| ---------------- | --- | -------------------------------------------- | ----------------------------------------------------- | ---------------------------------------------------------------------- |
|                  | - Bouchard (Boogaard, Schultz) — 38 min 3 s Gáborík (Rolston, Demitra) — 43 min 23 s (SN) Rolston (Demitra) — 49 min 27 s Parrish (Nummelin) — 50 min 44 s | 0-1 1-1 2-1 3-1 4-1                          | Pronger (Getzlaf, S. Niedermayer) — 26 min 8 s (SN) - | Arbitrage : Paul Devorski, Dan O'Rourke Lonnie Cameron, Pierre Racicot |
| Bäckström        | Gardiens | Bryzgalov (50 min 44 s) Giguère (9 min 15 s) |                                                       | Arbitrage : Paul Devorski, Dan O'Rourke Lonnie Cameron, Pierre Racicot |
| 20 min           | Pénalités | 52 min                                       |                                                       | Arbitrage : Paul Devorski, Dan O'Rourke Lonnie Cameron, Pierre Racicot |
| 40               | Tirs | 29                                           |                                                       | Arbitrage : Paul Devorski, Dan O'Rourke Lonnie Cameron, Pierre Racicot |

| 19 avril | Ducks | 4-1 (1-0, 1-1, 2-0) | Wild | Honda Center 17 318 spectateurs |

| Feuille de match | Feuille de match | Feuille de match    | Feuille de match                                 | Feuille de match                                                          |
| ---------------- | --- | ------------------- | ------------------------------------------------ | ------------------------------------------------------------------------- |
|                  | Pronger (Påhlsson) — 1 min 2 s - Getzlaf (Penner, S. Niedermayer) — 36 min 29 s (SN) Perry (Penner, Pronger) — 50 min 29 s Moen (S. Niedermayer, Påhlsson) — 59 min 3 s | 1-0 1-1 2-1 3-1 4-1 | - Gáborík (Walz, Bäckström) — 35 min 42 s (SN) - | Arbitrage : Dan Marouelli, Kelly Sutherland Brad Lazarowich, Derek Nansen |
| Giguère          | Gardiens | Bäckström           |                                                  | Arbitrage : Dan Marouelli, Kelly Sutherland Brad Lazarowich, Derek Nansen |
| 12 min           | Pénalités | 10 min              |                                                  | Arbitrage : Dan Marouelli, Kelly Sutherland Brad Lazarowich, Derek Nansen |
| 39               | Tirs | 27                  |                                                  | Arbitrage : Dan Marouelli, Kelly Sutherland Brad Lazarowich, Derek Nansen |

#### Deuxième tour contre les Canucks

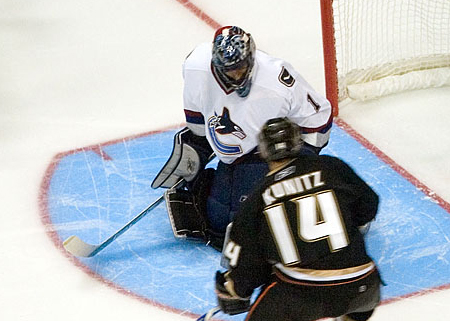
Roberto Luongo et Chris Kunitz.

Lors du deuxième tour, les Ducks affrontent les Canucks de Vancouver, troisièmes de l'association de l'Ouest et premiers de la division Nord-Ouest, qui ont éliminé les Stars au premier tour. Vancouver compte dans ses rangs les jumeaux Henrik et Daniel Sedin, Markus Näslund, le vétéran Trevor Linden ou encore Roberto Luongo, gardien de but de l'équipe obtenu lors d'une transaction avec les Panthers de la Floride pendant l'intersaison 2006. Finaliste pour le trophée Vézina du meilleur gardien de but, le trophée Hart du meilleur joueur de la saison régulière et le trophée Lester-B.-Pearson du meilleur joueur selon ses pairs, Luongo compte durant la saison régulière 47 victoires et une moyenne de 2,29 buts accordés par match en 76 rencontres.
Les Ducks obtiennent encore une fois l'avantage de la glace en débutant par deux fois au Honda Center. Le joueur des Canucks Jeff Cowan ouvre le pointage mais un but de Selänne et deux de McDonald font que les Ducks mènent le match 3-1. Après un deuxième tiers-temps sans but, Getzlaf marque puis Luongo est remplacé par son substitut Dany Sabourin. Moins d'une minute avant la fin du match, McDonald complète son coup du chapeau et les Ducks remportent le match 5-1.

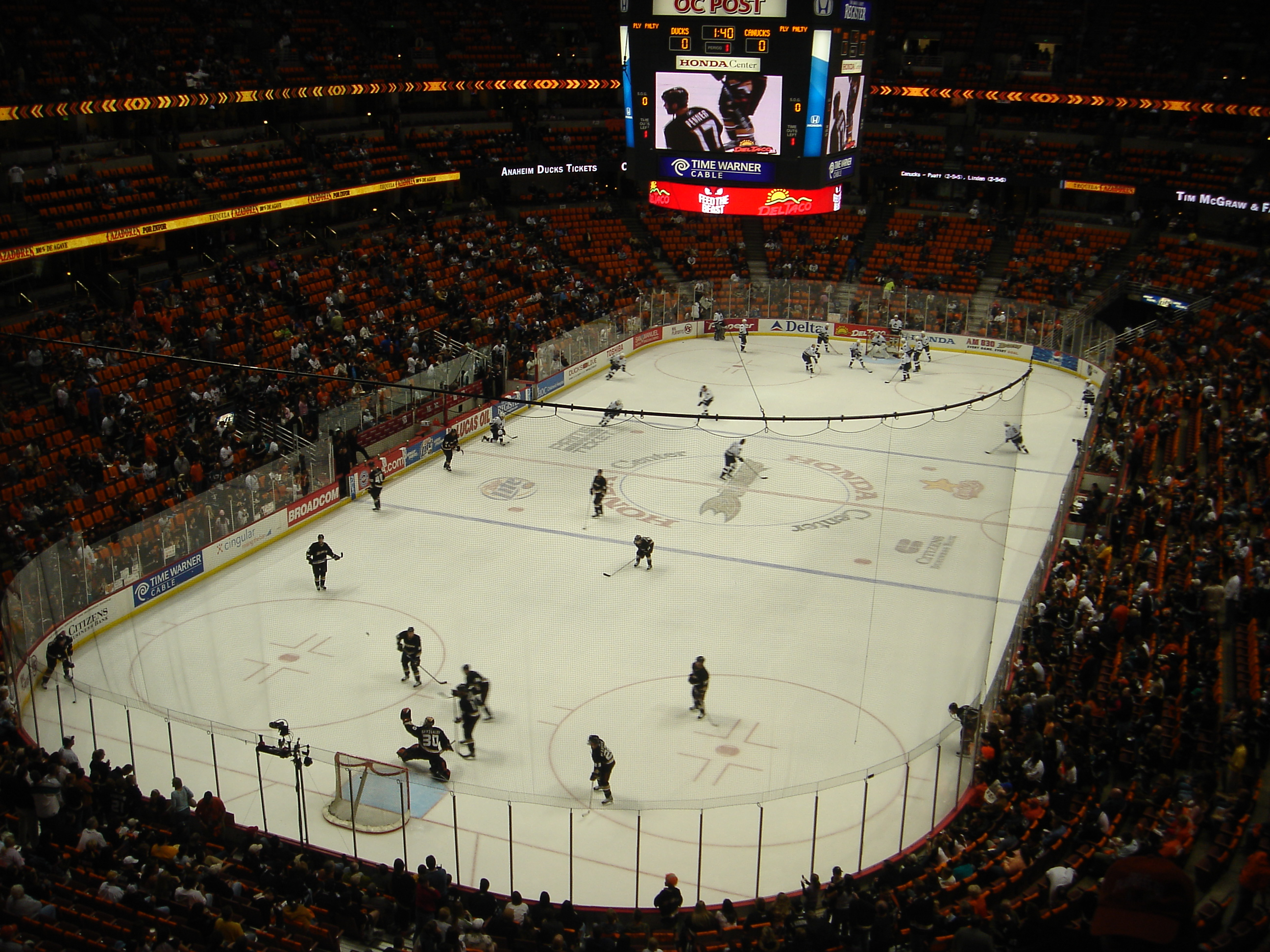
Les Ducks et les Canucks lors d'un échauffement avant le deuxième match de la série au Honda Center.

Lors du deuxième match, Näslund marque un but lors du second tiers-temps après avoir intercepté une passe de Sean O'Donnell. Moen égalise plus tard à 1-1. Pour la première fois des séries, les Ducks doivent jouer une prolongation. Après deux périodes de prolongation et 87 minutes de jeu, Linden passe le palet à Cowan qui donne la victoire aux Canucks 2-1 et permet à l'équipe d'égaliser la série un match partout.
Ducks et Canucks se retrouvent pour le troisième match au General Motors Place à Vancouver. May, qui a notamment déjà joué pour les Canucks au cours de sa carrière, est de retour dans la formation d'Anaheim après avoir purgé sa suspension de trois matchs. La marque est de 2-2 après deux tiers-temps après des buts de Penner et Beauchemin pour les Ducks, et Näslund et Daniel Sedin pour les Canucks. Lors du troisième tiers-temps, Alexandre Burrows des Canucks est pénalisé pour avoir envoyé le palet dans les spectateurs. Onze secondes seulement sont nécessaires pour que les Ducks fassent sortir Burrows du banc des pénalités après un but de Perry qui donne la victoire à Anaheim.
Lors du quatrième match, après quarante minutes de jeu, les Ducks sont menés 2-0 grâce à des buts inscrits par l'intermédiaire de Markus Näslund et Brendan Morrison. Quatre minutes après le début du troisième tiers-temps, Pronger réduit l'écart puis Selänne égalise à 2-2 pour emmener le match en prolongation. Moen marque le but victorieux au bout de 2 minutes et 7 secondes du début de la période supplémentaire.
Les Ducks sont de retour à la maison lors du cinquième match. Påhlsson, assisté de Moen et Rob Niedermayer, ouvre le pointage 14 secondes seulement après le début du second tiers-temps. Mais lors de la troisième période, Burrows récupère une passe de Josh Green pour égaliser à 1-1 et forcer la prolongation. Luongo manque le début de la première période de prolongation à cause d'un problème d'équipement et est remplacé par Sabourin jusqu'à son retour. Lors de la deuxième période de prolongation, Jannik Hansen, qui a la possession du palet, reçoit une mise en échec de Rob Niedermayer. Hansen perd la rondelle qui revient vers le frère de Rob, Scott. Celui-ci effectue un tir du poignet pour donner la victoire aux Ducks 2-1 et l'équipe remporte la série 4 matchs à 1. En 84 minutes de jeu, les Ducks ont dominé au niveau des tirs avec 63 tirs contre seulement 27 pour les Canucks. Après la fin de la série, il est révélé que Luongo avait en réalité un cas prématurée de diarrhée.
| 25 avril | Ducks | 5-1 (3-1, 0-0, 2-0) | Canucks | Honda Center 17 250 spectateurs |

| Feuille de match | Feuille de match | Feuille de match                           | Feuille de match    | Feuille de match                                                          |
| ---------------- | --- | ------------------------------------------ | ------------------- | ------------------------------------------------------------------------- |
|                  | - McDonald (Kunitz, Pronger) — 9 min 24 s (SN) Selänne (McDonald, Kunitz) — 14 min 56 s McDonald (Selänne) — 19 min 11 s Getzlaf (Penner, Perry) — 49 min 5 s McDonald (Huskins, Getzlaf) — 59 min 8 s (SN) | 0-1 1-1 2-1 3-1 4-1 5-1                    | Cowan — 7 min 7 s - | Arbitrage : Dan O'Halloran, Don VanMassenhoven Shane Heyer, Brad Kovachik |
| Giguère          | Gardiens | Luongo (49 min 5 s) Sabourin (10 min 55 s) |                     | Arbitrage : Dan O'Halloran, Don VanMassenhoven Shane Heyer, Brad Kovachik |
| 16 min           | Pénalités | 20 min                                     |                     | Arbitrage : Dan O'Halloran, Don VanMassenhoven Shane Heyer, Brad Kovachik |
| 37               | Tirs | 27                                         |                     | Arbitrage : Dan O'Halloran, Don VanMassenhoven Shane Heyer, Brad Kovachik |

| 27 avril | Ducks | 1-2 (2 pr) (0-0, 1-1, 0-0, 0-0, 0-1) | Canucks | Honda Center 17 392 spectateurs |

| Feuille de match | Feuille de match                          | Feuille de match | Feuille de match                                     | Feuille de match                                                |
| ---------------- | ----------------------------------------- | ---------------- | ---------------------------------------------------- | --------------------------------------------------------------- |
|                  | - Moen (Selänne, Påhlsson) — 31 min 1 s - | 0-1 1-1 1-2      | Näslund — 26 min 30 s - Cowan (Linden) — 87 min 49 s | Arbitrage : Kevin Pollock, Rob Shick Shane Heyer, Brad Kovachik |
| Giguère          | Gardiens                                  | Luongo           |                                                      | Arbitrage : Kevin Pollock, Rob Shick Shane Heyer, Brad Kovachik |
| 18 min           | Pénalités                                 | 14 min           |                                                      | Arbitrage : Kevin Pollock, Rob Shick Shane Heyer, Brad Kovachik |
| 49               | Tirs                                      | 44               |                                                      | Arbitrage : Kevin Pollock, Rob Shick Shane Heyer, Brad Kovachik |

| 29 avril | Canucks | 2-3 (1-1, 1-1, 0-1) | Ducks | General Motors Place 18 630 spectateurs |

| Feuille de match | Feuille de match                                                                             | Feuille de match    | Feuille de match | Feuille de match |
| ---------------- | -------------------------------------------------------------------------------------------- | ------------------- | --- | ---------------- |
|                  | - Näslund (Öhlund, Morrison) — 19 min 12 s (SN) - D. Sedin (Pyatt, Krajíček) — 34 min 31 s - | 0-1 1-1 1-2 2-2 2-3 | Penner (Perry) — 3 min 8 s - Beauchemin (Kunitz, Pronger) — 29 min 45 s (SN) - Perry (Pronger, McDonald) — 47 min 51 s (SN) |                  |
| Luongo           | Gardiens                                                                                     | Giguère             | |                  |
| 18 min           | Pénalités                                                                                    | 12 min              | |                  |
| 26               | Tirs                                                                                         | 24                  | |                  |

| 1er mai | Canucks | 2-3 (pr) (1-0, 1-0, 0-2, 1-0) | Ducks | General Motors Place 18 630 spectateurs |

| Feuille de match | Feuille de match                                                                   | Feuille de match    | Feuille de match | Feuille de match                                                |
| ---------------- | ---------------------------------------------------------------------------------- | ------------------- | --- | --------------------------------------------------------------- |
|                  | Näslund (Öhlund, Linden) — 12 min 55 s Morrison (D. Sedin, Öhlund) — 37 min 31 s - | 1-0 2-0 2-1 2-2 3-2 | - Pronger (Påhlsson, May) — 43 min 58 s Selänne (Pronger, Kunitz) — 54 min 18 s Moen (Påhlsson, S. Niedermayer) — 62 min 7 s | Arbitrage : Paul Devorski, Dennis LaRue Mike Cvik, Brian Murphy |
| Luongo           | Gardiens                                                                           | Giguère             | | Arbitrage : Paul Devorski, Dennis LaRue Mike Cvik, Brian Murphy |
| 16 min           | Pénalités                                                                          | 8 min               | | Arbitrage : Paul Devorski, Dennis LaRue Mike Cvik, Brian Murphy |
| 26               | Tirs                                                                               | 30                  | | Arbitrage : Paul Devorski, Dennis LaRue Mike Cvik, Brian Murphy |

| 3 mai | Ducks | 2-1 (2 pr) (0-0, 1-0, 0-1, 0-0, 1-0) | Canucks | Honda Center 17 407 spectateurs |

| Feuille de match | Feuille de match                                                             | Feuille de match                           | Feuille de match                       | Feuille de match                                                       |
| ---------------- | ---------------------------------------------------------------------------- | ------------------------------------------ | -------------------------------------- | ---------------------------------------------------------------------- |
|                  | Påhlsson (Moen, R. Niedermayer) — 20 min 14 s - S. Niedermayer — 84 min 30 s | 1-0 1-1 2-1                                | - Burrows (Green, Reid) — 51 min 3 s - | Arbitrage : Dave Jackson, Bill McCreary Greg Devorski, Brad Lazarowich |
| Giguère          | Gardiens                                                                     | Luongo (80 min 56 s) Sabourin (3 min 24 s) |                                        | Arbitrage : Dave Jackson, Bill McCreary Greg Devorski, Brad Lazarowich |
| 12 min           | Pénalités                                                                    | 14 min                                     |                                        | Arbitrage : Dave Jackson, Bill McCreary Greg Devorski, Brad Lazarowich |
| 63               | Tirs                                                                         | 27                                         |                                        | Arbitrage : Dave Jackson, Bill McCreary Greg Devorski, Brad Lazarowich |

#### Finale d'association contre les Red Wings

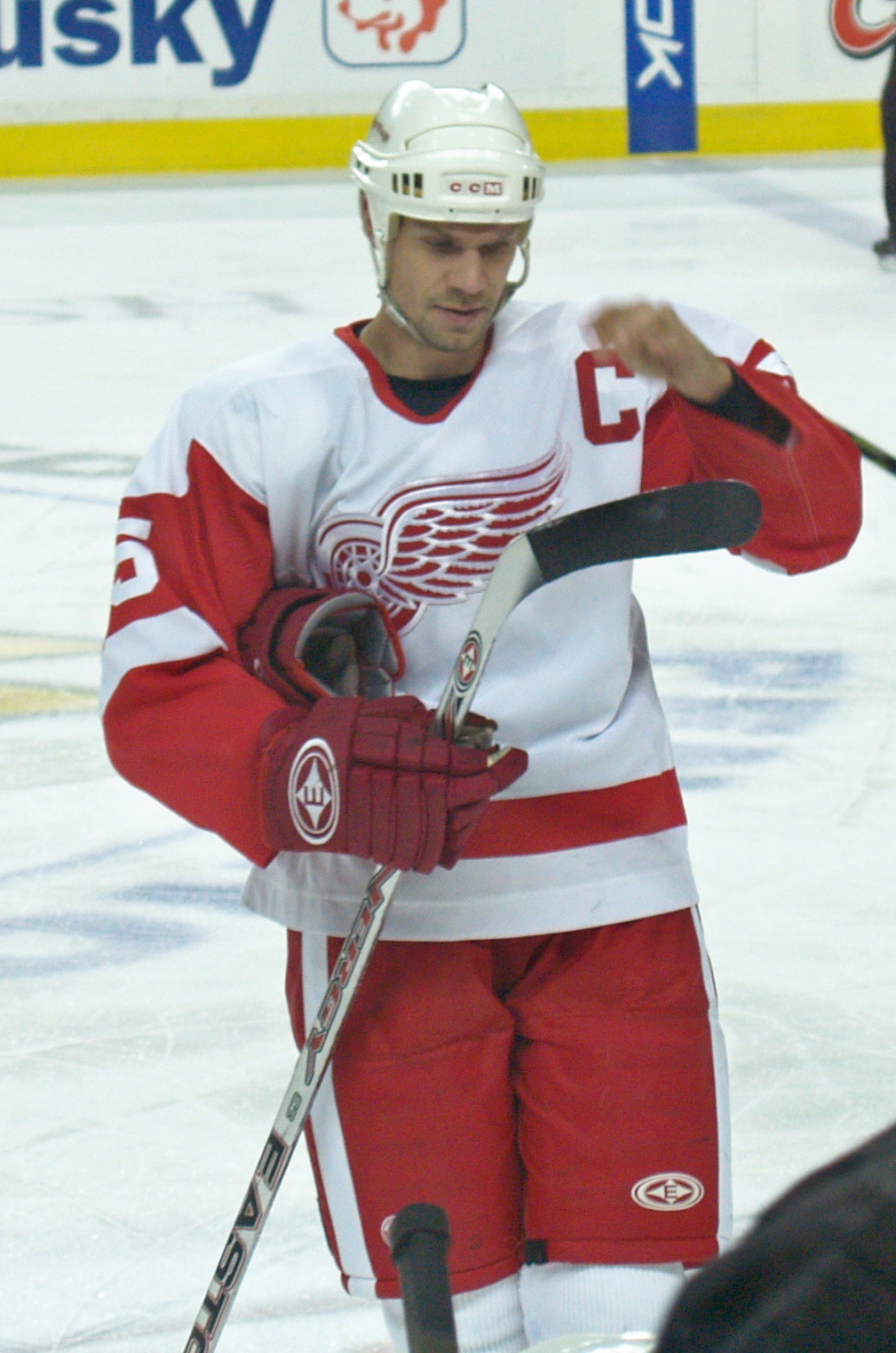
Nicklas Lidström, capitaine et défenseur des Red Wings en 2006-2007.

En finale d'association, les Ducks rencontrent les Red Wings de Détroit, premiers de l'association de l'Est qui ont éliminé les Flames de Calgary et les Sharks de San José. La saison précédente, les Red Wings ont terminé premiers de la saison régulière et ont remporté le Trophée des présidents mais ont été surpris par les Oilers d'Edmonton qui les ont éliminé en six matchs au premier tour. Après cette élimination, le capitaine de l'équipe Steve Yzerman, un des plus grands joueurs de l'histoire des Red Wings, décida de prendre sa retraite.
Pour cette saison 2006-2007, les Red Wings se basent sur une défense expérimentée, avec Dominik Hašek dans les buts, et Nicklas Lidström, nouveau capitaine et multiple vainqueur du trophée du meilleur défenseur de la LNH, le trophée James-Norris. L'attaque de l'équipe est également bien garnie avec Pavel Datsiouk et Henrik Zetterberg respectivement meilleurs pointeur et buteur de l'équipe en saison régulière avec 87 points et 33 buts. L'entraîneur de Détroit, Mike Babcock, avait entraîné les Ducks pendant deux saisons notamment en 2003 où ils avaient atteint la finale de la Coupe Stanley.
Les Red Wings ont l'avantage de la glace et les deux premiers matchs sont joués à leur domicile, le Joe Louis Arena, les deux autres matchs étant disputés au Honda Center. Le premier match commence par un but en supériorité numérique de Zetterberg, à la suite d'une pénalité de DiPenta. Lors du troisième tiers-temps, Kunitz égalise, mais cinq minutes avant la fin du match, Tomas Holmström brise l'égalité avec l'aide de ses deux compatriotes suédois Lidström et Mikael Samuelsson pour donner la victoire 2-1 à son équipe.
Lors du deuxième match, Rob Niedermayer récupère une passe de Getzlaf pour inscrire le premier but du match, à trois minutes de la fin du premier tiers-temps. En deuxième période, Kirk Maltby marque en infériorité numérique pour égaliser. Après un but de McDonald permettant aux Ducks de mener à nouveau, Lidström égalise en supériorité numérique, à la suite d'une pénalité de Rob Niedermayer pour crosse haute. Une pénalité de O'Donnell entraîne un autre but en supériorité numérique pour les Red Wings grâce à Datsiouk dont l'équipe mène pour la première fois dans le match. Seulement quatre minutes plus tard, après un engagement réussi, Påhlsson passe vers Moen qui réalise un snap shot pour égaliser à 3-3. Les deux équipes vont en prolongation, et, après 14 minutes, Rob Niedermayer passe à son frère Scott qui déjoue Hašek avec un tir du poignet.

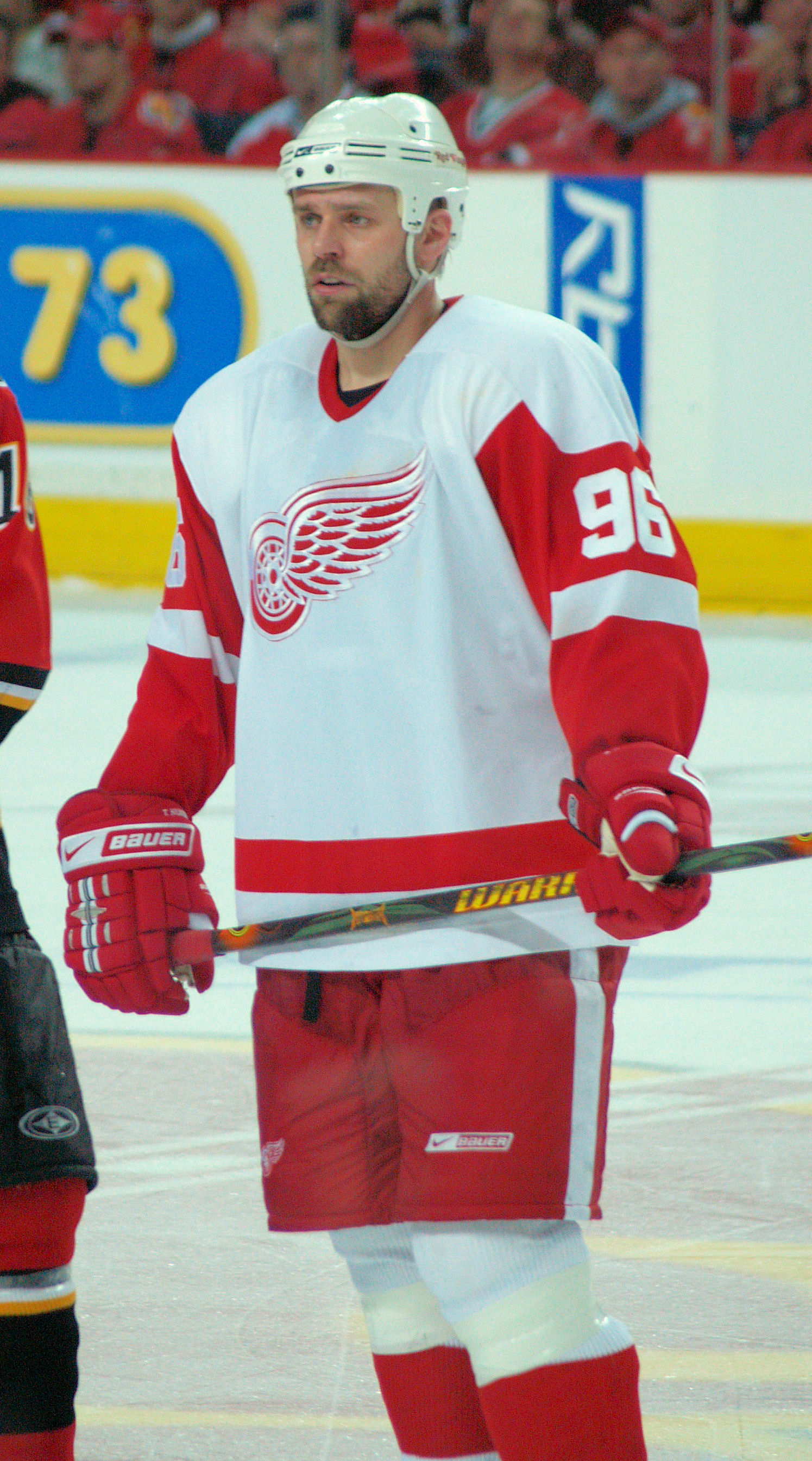
Tomas Holmström a été victime d'une mise en échec simultanée de Chris Pronger et Rob Niedermayer lors du quatrième match.

Les Ducks s'effondrent au troisième match, perdant 5-0 devant leurs partisans, au Honda Center. Lors du premier tiers-temps, après un but de Johan Franzén, Holmström réalise un tir frappé contre Giguère qui n'est pas dans son enclave, à 40 secondes de la fin du premier tiers-temps. Le tiers-temps suivant, après le troisième but du match marqué par Todd Bertuzzi, Giguère qui a encaissé trois buts sur treize tirs, est remplacé par Bryzgalov. Celui-ci encaisse le quatrième but, marqué par Holmström, seulement 17 seconde plus tard. Ce dernier est mis en échec simultanément par derrière par Pronger et Rob Niedermayer et quitte la patinoire avec une coupure dans le front. Il revient finalement sur la glace et est crédité d'une aide sur le cinquième et dernier but du match marqué par Valtteri Filppula.
Deux jours plus tard, le 17 mai, Pronger est suspendu par la LNH pour le quatrième match, pour sa mise en échec sur Holmström lors du match précédent. Le défenseur des Ducks accuse par la suite les médias canadiens, pensant que c'est à cause d'eux qu'il est suspendu, et déclare au LA Times : 

« La Ligue devrait prendre ses propres décisions sans se faire influencer par les médias, particulièrement ceux du Canada. Les arbitres ont manqué de constance pendant toute la saison et c'est pire en séries. Vous n'avez qu'à regarder notre série contre Détroit. Comparez avec les autres séries. Les officiels travaillent différemment de série en série, de match en match et selon les équipes. Comme vous avez pu le constater, jeudi soir, c'était une vraie farce,. »

Les Ducks égalisent de nouveau dans la série, 2 matchs à 2, après le quatrième match qu'ils remportent 5-3. Une minute et demie après le début du match, Perry intercepte une passe de Bertuzzi et réalise un tir frappé pour prendre les devants, 1-0, mais moins de deux minutes plus tard, après un dégagement de Giguère, Chris Chelios, âgé alors de 45 ans, passe à Daniel Cleary qui trompe la vigilance du gardien québécois. Les Ducks mènent 3-1 après vingt minutes de jeu ; les deux autres buteurs d'Anaheim sont Richard Jackman, qui marque lors de son premier match en série éliminatoire de la LNH, et Selänne. Les ailes rouges remontent cependant lors du deuxième tiers-temps en marquant deux buts en supériorité numérique par Bertuzzi et Cleary ; l'équipe totalise déjà sept buts en supériorité numérique pendant cette série contre Anaheim. Lors du troisième tiers-temps, Cleary est puni deux minutes pour avoir fait trébucher. Sa pénalité prend fin une minute plus tard, Getzlaf en ayant profité pour marquer sur une passe de Selänne. Rob Niedermayer scelle la victoire des Ducks en marquant dans un but déserté par Hašek.
Pronger est de retour lors du cinquième match après sa suspension. Après un premier tiers-temps sans but, Cleary passe au défenseur Andreas Lilja pour qu'il marque le premier but de sa carrière en séries éliminatoires. Vers la fin du troisième tiers-temps, Détroit mène toujours le match 1-0 et les Ducks décident de retirer Giguère pour avoir un sixième joueur sur la glace en plus d'être en supériorité numérique après une pénalité de Datsiouk pour obstruction. Les Ducks jouent à six joueurs contre quatre. Grâce à des passes de Selänne et Pronger, Scott Niedermayer réussit à marquer pour égaliser à 1-1 alors qu'il ne reste que 47 secondes de jeu. Les deux équipes vont en prolongation. Au bout de douze minutes de la période supplémentaire, McDonald fait perdre le palet à Lilja, qui se dirige vers Selänne et réussit à déjouer Hašek avec un tir du revers. Les Ducks mènent pour la première fois dans la série.
Les Ducks sont à domicile pour le sixième match de la série. Après un engagement réussi de Påhlsson, Pronger réalise un tir frappé, mais le palet se dirige vers Rob Niedermayer, qui marque le premier but du match. Les Ducks mènent le match 3-0 après quarante minutes de jeu ; les deux autres buts étant marqué par Perry et Getzlaf. Au troisième tiers-temps, après un but de Zetterberg pour les Red Wings et un de Påhlsson pour les Ducks, deux buts de Datsiouk en supériorité numérique réduisent l'écart à un but. C'est cependant suffisant pour les Ducks qui remportent le match sur le score de 4-3. L'équipe remporte le trophée Clarence-S.-Campbell, remis au vainqueur de l'association de l'Ouest, en plus de jouer la finale de la Coupe Stanley.
| 11 mai | Red Wings | 2-1 (1-0, 0-0, 1-1) | Ducks | Joe Louis Arena 19 939 spectateurs |

| Feuille de match | Feuille de match                                                                                       | Feuille de match | Feuille de match                                   | Feuille de match                                                     |
| ---------------- | --- | ---------------- | -------------------------------------------------- | -------------------------------------------------------------------- |
|                  | Zetterberg (Lidström, Datsiouk) — 3 min 44 s (SN) - Holmström (Lidström, Samuelsson) — 55 min 6 s (SN) | 1-0 1-1 2-1      | - Kunitz (Getzlaf, S. Niedermayer) — 41 min 34 s - | Arbitrage : Paul Devorski, Don Koharski Scott Driscoll, Jay Sharrers |
| Hašek            | Gardiens                                                                                               | Giguère          |                                                    | Arbitrage : Paul Devorski, Don Koharski Scott Driscoll, Jay Sharrers |
| 25 min           | Pénalités                                                                                              | 19 min           |                                                    | Arbitrage : Paul Devorski, Don Koharski Scott Driscoll, Jay Sharrers |
| 19               | Tirs                                                                                                   | 32               |                                                    | Arbitrage : Paul Devorski, Don Koharski Scott Driscoll, Jay Sharrers |

| 13 mai | Red Wings | 3-4 (pr) (0-1, 2-1, 1-1, 0-1) | Ducks | Joe Louis Arena 19 620 spectateurs |

| Feuille de match | Feuille de match | Feuille de match            | Feuille de match | Feuille de match                                            |
| ---------------- | --- | --------------------------- | --- | ----------------------------------------------------------- |
|                  | - Maltby (Lidström, Cleary) — 30 min 34 s (IN) - Lidström (Cleary, Lang) — 36 min 7 s (SN) Datsiouk (Lang, Zetterberg) — 41 min 3 s (SN) - | 0-1 1-1 1-2 2-2 3-2 3-3 3-4 | R. Niedermayer (Getzlaf, Perry) — 17 min 4 s - McDonald (Perry, Pronger) — 31 min 40 s - Moen (Påhlsson) — 45 min 6 s S. Niedermayer (R. Niedermayer, Påhlsson) — 74 min 17 s | Arbitrage : Kevin Pollock, Rob Shick Mike Cvik, Shane Heyer |
| Hašek            | Gardiens | Giguère                     | | Arbitrage : Kevin Pollock, Rob Shick Mike Cvik, Shane Heyer |
| 14 min           | Pénalités | 18 min                      | | Arbitrage : Kevin Pollock, Rob Shick Mike Cvik, Shane Heyer |
| 27               | Tirs | 33                          | | Arbitrage : Kevin Pollock, Rob Shick Mike Cvik, Shane Heyer |

| 15 mai | Ducks | 0-5 (0-2, 0-2, 0-1) | Red Wings | Honda Center 17 358 spectateurs |

| Feuille de match | Feuille de match | Feuille de match                              | Feuille de match | Feuille de match                                                 |
| ---------------- | ---------------- | --------------------------------------------- | --- | ---------------------------------------------------------------- |
|                  | -                | 0-1 0-2 0-3 0-4 0-5                           | Franzén (Samuelsson, Zetterberg) — 11 min 9 s Holmström (Zetterberg, Lidström) — 19 min 17 s (SN) Bertuzzi (Cleary, Lang) — 23 min 17 s Holmström (Filppula, Datsiouk) — 23 min 34 s Filppula (Holmström, Lidström) — 50 min 58 s | Arbitrage : Bill McCreary, Brad Watson Greg Devorski, Jean Morin |
| Hašek            | Gardiens         | Giguère (23 min 17 s) Bryzgalov (36 min 43 s) | | Arbitrage : Bill McCreary, Brad Watson Greg Devorski, Jean Morin |
| 31 min           | Pénalités        | 12 min                                        | | Arbitrage : Bill McCreary, Brad Watson Greg Devorski, Jean Morin |
| 29               | Tirs             | 28                                            | | Arbitrage : Bill McCreary, Brad Watson Greg Devorski, Jean Morin |

| 17 mai | Ducks | 5-3 (3-1, 0-2, 2-0) | Red Wings | Honda Center 17 375 spectateurs |

| Feuille de match | Feuille de match | Feuille de match                | Feuille de match | Feuille de match                                                           |
| ---------------- | --- | ------------------------------- | --- | -------------------------------------------------------------------------- |
|                  | Perry — 1 min 37 s - Jackman (Getzlaf, Selänne) — 11 min 46 s (SN) Selänne (Marchant, Beauchemin) — 18 min 31 s - Getzlaf (Selänne, Beauchemin) — 45 min 24 s (SN) R. Niedermayer (Moen, S. Niedermayer) — 58 min 52 s | 1-0 1-1 2-1 3-1 3-2 3-3 4-3 5-3 | - Cleary (Chelios) — 3 min 29 s - Bertuzzi (Lang, Cleary) — 27 min 48 s (SN) Cleary (Bertuzzi, Samuelsson) — 35 min 36 s (SN) - | Arbitrage : Dan O'Halloran, Don VanMassenhoven Derek Amell, Pierre Racicot |
| Hašek            | Gardiens | Giguère                         | | Arbitrage : Dan O'Halloran, Don VanMassenhoven Derek Amell, Pierre Racicot |
| 16 min           | Pénalités | 14 min                          | | Arbitrage : Dan O'Halloran, Don VanMassenhoven Derek Amell, Pierre Racicot |
| 23               | Tirs | 39                              | | Arbitrage : Dan O'Halloran, Don VanMassenhoven Derek Amell, Pierre Racicot |

| 20 mai | Red Wings | 1-2 (pr) (0-0, 1-0, 0-1, 0-1) | Ducks | Joe Louis Arena 20 003 spectateurs |

| Feuille de match | Feuille de match               | Feuille de match | Feuille de match                                                             | Feuille de match                                                     |
| ---------------- | ------------------------------ | ---------------- | ---------------------------------------------------------------------------- | -------------------------------------------------------------------- |
|                  | Lilja (Cleary) — 26 min 13 s - | 1-0 1-1 1-2      | - S. Niedermayer (Selänne, Pronger) — 59 min 12 s (SN) Selänne — 71 min 57 s | Arbitrage : Paul Devorski, Don Koharski Scott Driscoll, Jay Sharrers |
| Giguère          | Gardiens                       | Hašek            |                                                                              | Arbitrage : Paul Devorski, Don Koharski Scott Driscoll, Jay Sharrers |
| 12 min           | Pénalités                      | 16 min           |                                                                              | Arbitrage : Paul Devorski, Don Koharski Scott Driscoll, Jay Sharrers |
| 37               | Tirs                           | 26               |                                                                              | Arbitrage : Paul Devorski, Don Koharski Scott Driscoll, Jay Sharrers |

| 22 mai | Ducks | 4-3 (1-0, 2-0, 1-3) | Red Wings | Honda Center 17 380 spectateurs |

| Feuille de match | Feuille de match | Feuille de match            | Feuille de match | Feuille de match                                            |
| ---------------- | --- | --------------------------- | --- | ----------------------------------------------------------- |
|                  | R. Niedermayer (Pronger, O'Donnell) — 3 min 51 s (IN) Perry (Beauchemin, Getzlaf) — 29 min 52 s Getzlaf (Marchant, Selänne) — 38 min 33 s (SN) - Påhlsson (R. Niedermayer, Moen) — 45 min 54 s - | 1-0 2-0 3-0 3-1 4-1 4-2 4-3 | - Zetterberg (Chelios, Samuelsson) — 43 min 15 s - Datsiouk (Lidström, Samuelsson) — 50 min 8 s (SN) Datsiouk (Zetterberg, Samuelsson) — 56 min 56 s (SN) | Arbitrage : Kevin Pollock, Rob Shick Mike Cvik, Shane Heyer |
| Hašek            | Gardiens | Giguère                     | | Arbitrage : Kevin Pollock, Rob Shick Mike Cvik, Shane Heyer |
| 14 min           | Pénalités | 8 min                       | | Arbitrage : Kevin Pollock, Rob Shick Mike Cvik, Shane Heyer |
| 29               | Tirs | 29                          | | Arbitrage : Kevin Pollock, Rob Shick Mike Cvik, Shane Heyer |

#### Finale de la Coupe Stanley contre les Sénateurs

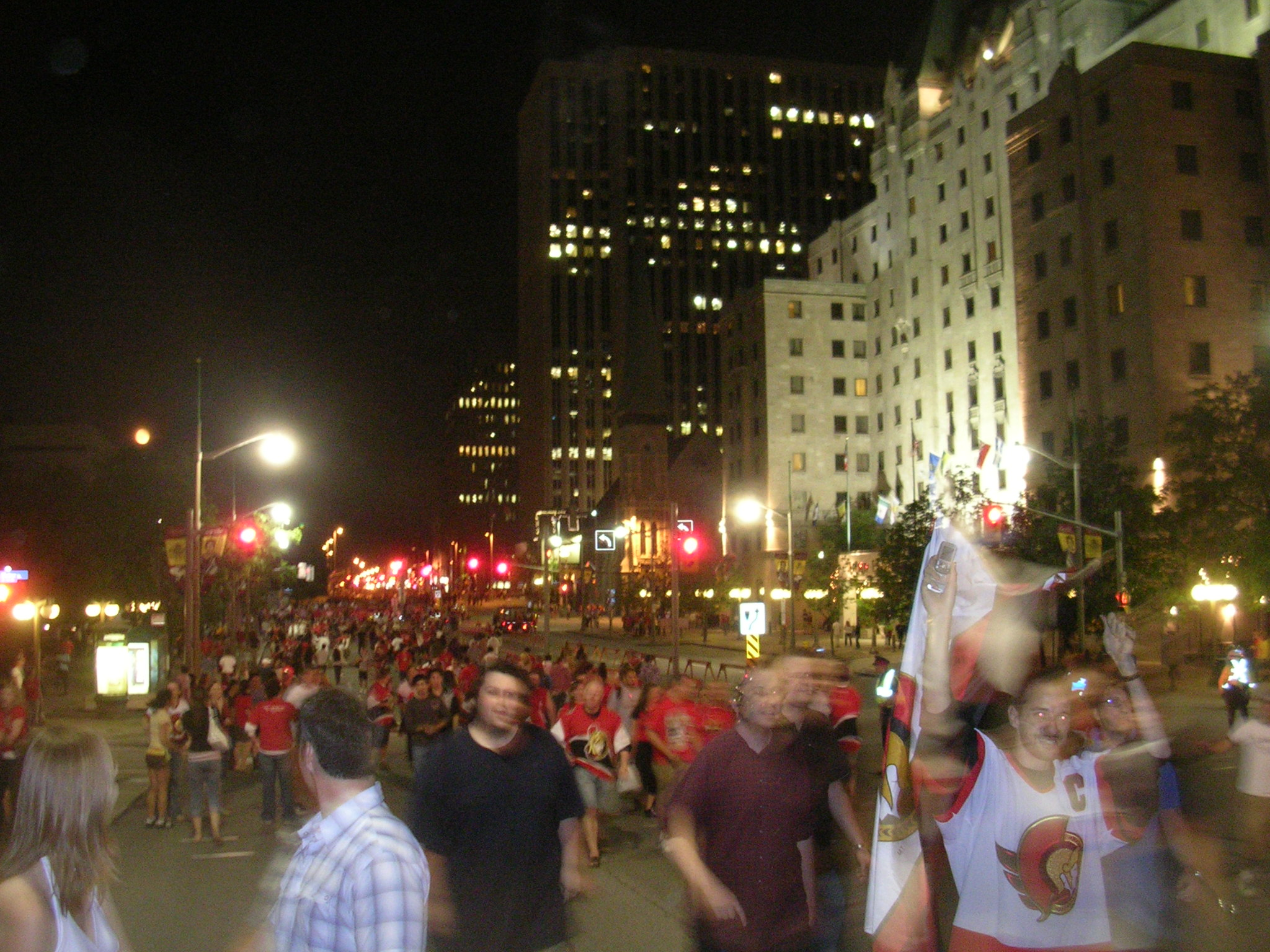
Les fans des Sénateurs dans la rue Elgin après la victoire du troisième match de la finale.

Les Ducks jouent pour la deuxième fois de leur histoire la finale de la Coupe Stanley où ils sont confrontés aux Sénateurs d'Ottawa, de l'association de l'Est. C'est la première fois depuis 80 ans qu'une équipe d'Ottawa participe à la finale de la Coupe après les Sénateurs originaux en 1927. C'est également la première fois depuis 1999 que deux équipes n'ayant jamais remporté la Coupe s'affrontent en finale. Au cours des séries, les Sénateurs, classés quatrièmes de leur conférence, ont successivement éliminé les Penguins de Pittsburgh, les Devils du New Jersey et les Sabres de Buffalo, tous trois en cinq matchs. L'équipe est menée en attaque par le trio composé de Daniel Alfredsson, Jason Spezza et Dany Heatley. En défense, l'équipe est menée par des vétérans comme Chris Phillips et Wade Redden, et des jeunes joueurs comme Andrej Meszároš et Christoph Schubert ainsi que Ray Emery dans les buts.
Lors du premier des deux premiers matchs joués à Anaheim, alors qu'une minute n'a pas encore été écoulée, Scott Niedermayer est pénalisé pour crosse haute. Mike Fisher profite de la supériorité numérique pour récupérer une passe de Meszároš et marquer du cercle d'engagement gauche. Ce n'est qu'après la moitié de la période que les Ducks égalisent. La recrue des Ducks Drew Miller effectue une mise en échec sur Redden, puis Selänne prend possession du palet libre pour passer à McDonald, qui marque. Il n'y a qu'un seul but en deuxième période, marqué par Redden dans une supériorité numérique à la suite d'une pénalité de Getzlaf, qui permet aux « Sens » de mener 2-1. Lors de la troisième période, Getzlaf récupère une passe de Perry puis réalise un lancer du revers pour égaliser à deux buts partout. À trois minutes de la fin du match, Rob Niedermayer patine autour du filet pour passer à Moen. Son tir frappé trompe Emery et les Ducks mènent 3-2, et ce pour la première fois du match. À 45 secondes de la fin du match, Pronger est pénalisé mais les Sénateurs ne réussissent pas à profiter de la supériorité numérique pour finalement voir le match gagné par les Ducks.
Les Ducks et les Sénateurs ne marque aucun but après deux périodes du deuxième match. Chacune des deux équipes est pénalisée quatre fois durant la partie, les Sénateurs n'ayant pu profiter d'une supériorité numérique de cinq contre trois lors du premier tiers-temps. Ce n'est que vers cinq minutes de la fin du match que le premier but est marqué : Påhlsson récupère le palet dans la zone défensive des Ducks, pour ensuite effectuer un lancer entre les jambières de Joe Corvo qui déjoue Emery et double l'avance des Ducks dans la série.

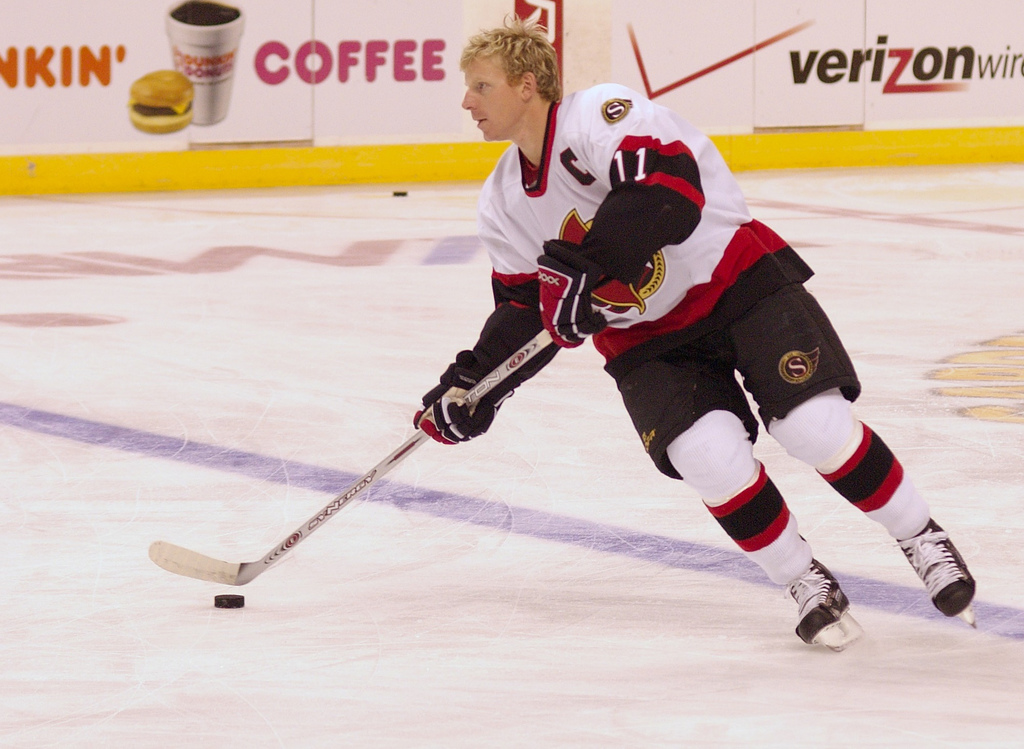
Daniel Alfredsson, auteur d'un but controversé lors du troisième match de la finale.

Le troisième match est joué à la Place Banque Scotia, domicile des Sénateurs. Au bout de cinq minutes, Selänne contourne le filet pour passer à McDonald qui marque le premier but du match. Ce n'est qu'une dizaine de minutes plus tard que Chris Neil, qui reçoit une passe de Chris Kelly, égalise à un but partout, avec son deuxième but des séries. La deuxième période est la plus offensive du match avec cinq buts. Elle débute avec un but de Perry, qui donne l'avance à Anaheim, 2-1, avance qui ne dure que 27 secondes : après un engagement réussi de Fisher, la rondelle se dirige vers Anton Voltchenkov, qui réalise un tir près de la ligne bleue pour déjouer Giguère. Le but est donné à Voltchenov, mais il est finalement crédité à Fisher, qui a dévié le tir. Les Ducks reprennent espoir avec un but de Getzlaf, permettant à l'équipe de prendre encore une fois les devants. Lors d'une supériorité numérique, Alfredsson égalise de nouveau, par un but controversé. Le capitaine des Sénateurs marque avec son patin, à la suite d'un tir de Redden. Le but, tout d'abord refusé sur la glace, est jugé correct par les réviseurs de la ligue. Ottawa mène pour la première fois dans le match après un tir de Dean McAmmond ayant dévié sur Pronger. Deux minutes après le début du troisième tiers-temps, Pronger assène un coup d'avant-bras au menton de McAmmond. Ce dernier quitte le match avec une commotion cérébrale et Pronger n'est pas pénalisé dans la séquence. Plus tard dans la période, Voltchenkov marque le cinquième but des Sénateurs et le dernier du match ; l'équipe remporte un match pour la première fois dans la finale. Le jour suivant ce match, Pronger est de nouveau suspendu par la ligue, pour le quatrième match de la finale.
Lors du quatrième match, Alfredsson marque le premier but du match, alors qu'il reste que 0,3 secondes en première période. Les Sénateurs sont dominants au niveau des tirs avec 13 contre seulement 2 pour les Ducks qui n'ont effectué leur premier tir qu'à la onzième minute de jeu. Au cours du deuxième tiers-temps, McDonald marque deux buts en exactement une minute, pour donner l'avantage aux canards 2-1. Ce n'est que vers la 18e minute de la période que les Sénateurs reviennent à égalité, 2-2, après que Heatley, en recevant une passe de Patrick Eaves, déjoue Giguère avec un tir frappé court. Vers la toute fin de la période, Alfredsson provoque la colère de Scott Niedermayer en lui visant un tir frappé du centre de la patinoire. Le nombre de tirs dans la deuxième période est le contraire de la première : les Ducks mènent par 13 tirs contre 4 des Sénateurs. Quatre minutes après le début de la troisième période, Penner reçoit une passe de Selänne, pour marquer dans le but complètement ouvert par Emery, et briser l'égalité du match.

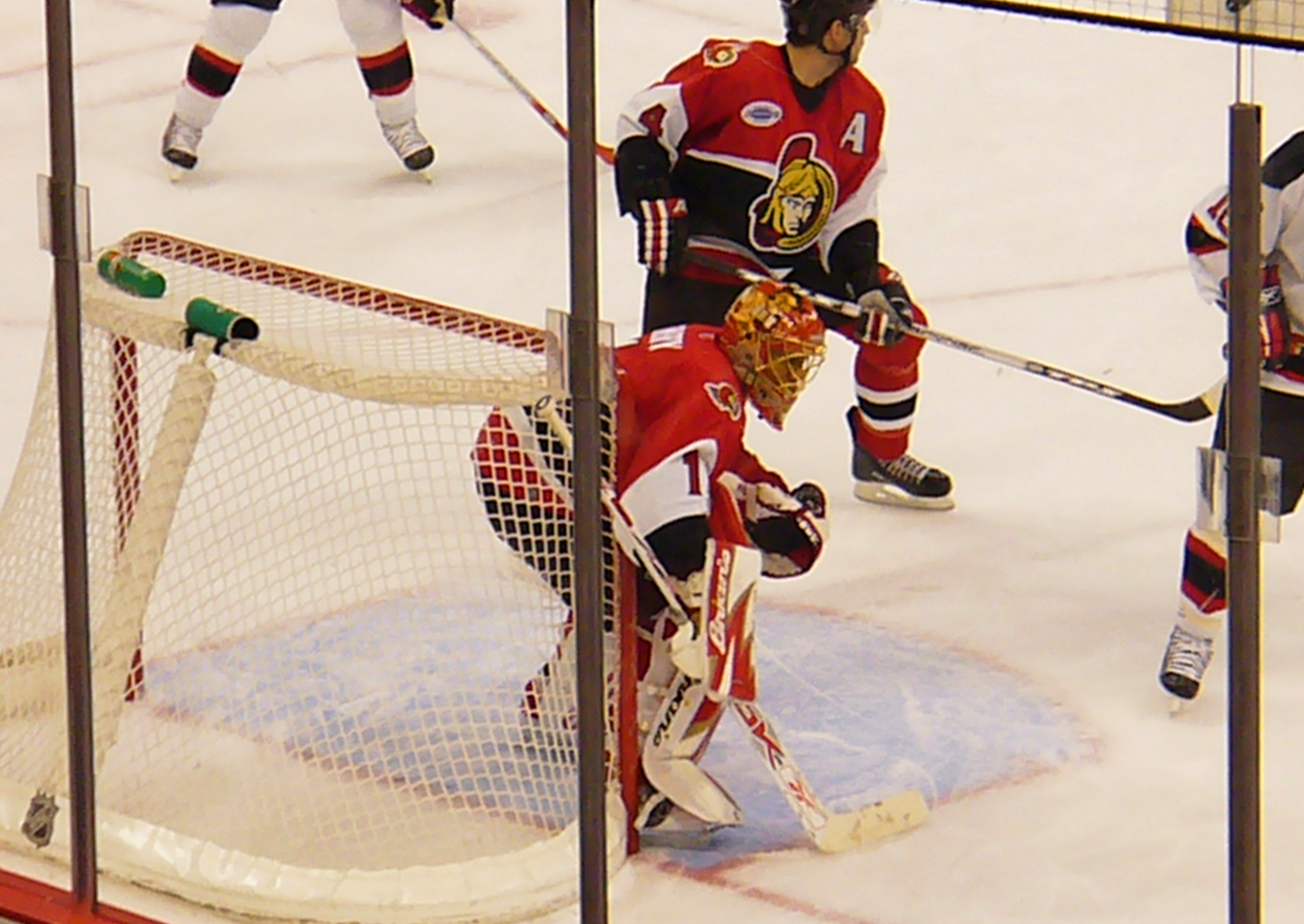
Chris Phillips marque involontairement dans son propre but contre Ray Emery au cinquième match de la finale.

Avant le cinquième match de la finale, les Ducks, qui mènent la finale 3 matchs à 1, ne sont qu'à un match de remporter la Coupe Stanley, et ont la chance de pouvoir le faire devant leurs partisans, au Honda Center. Il s'agit également du retour de Pronger, qui a manqué le dernier match à cause de sa suspension. Le match débute par une pénalité pour obstruction de Tom Preissing, après une minute et 40 secondes dans la rencontre. Voltchenkov, autre joueur des Sénateurs, est pénalisé. Les Ducks alors jouent à 5 joueurs contre 3 et une seconde après la fin de la pénalité de Preissing, McDonald marque le premier but du match. Quatorze minutes plus tard, Rob Niedermayer attrape une passe de Perry dans la ligne de centre, puis parvient à marquer pour doubler l'avance des Ducks. Lors de la deuxième période, Alfredsson reçoit une passe de Peter Schaefer et réduit l'écart à 2-1. Toutefois, alors que Emery, derrière son filet, passe à Chris Phillips, ce dernier marque accidentellement dans son propre but. Le but est crédité à Moen, dernier joueur des Ducks à avoir été en possession du palet. Moins de deux minutes plus tard, alors que Christoph Schubert est pénalisé, son coéquipier Alfredsson prend le palet de Getzlaf puis marque son deuxième but du match, en réduisant de nouveau l'écart d'un but. Cinquante secondes plus tard, Schubert est toujours au banc des pénalités et McDonald, en possession du palet, passe par derrière à Beauchemin, qui vient de traverser la ligne bleue. Beauchemin marque après avoir effectué un tir frappé qui dévie sur Voltchenkov. Les Ducks ne sont qu'à une période du titre, et, lors de la troisième période, Moen marque en déviant un tir de Niedermayer. À la douzième minute de la période, Antoine Vermette se voit décerner un tir de pénalité après avoir été accroché par Marchant ; lors de sa tentative, Vermette perd toutefois le palet au dernier moment. À trois minutes de la fin du match, Perry récupère un palet libre et décoche un tir frappé pour marquer le sixième but des Ducks. Les Ducks remportent finalement le match 6-2, en plus de remporter la première Coupe Stanely de leur histoire.
À l'issue du match, Scott Niedermayer, le capitaine des Ducks, qui a en plus l'honneur de soulever la Coupe en premier, remporte le trophée Conn-Smythe, remis au meilleur joueur des séries éliminatoires. De plus, lui et son frère Rob sont les premiers frères à soulever la coupe en tant que coéquipiers depuis Brent et Duane Sutter, des Islanders de New York de 1983. Anaheim devient également la première franchise de Californie à remporter la Coupe Stanley. Du côté des Sénateurs, leur défaite en finale signifie le troisième échec consécutif dans la tentative d'une équipe canadienne de ramener la Coupe Stanley en terre natale, après les Oilers d'Edmonton et les Flames de Calgary précédemment.
| 28 mai | Ducks | 3-2 (1-1, 0-1, 2-0) | Sénateurs | Honda Center 17 274 spectateurs |

| Feuille de match | Feuille de match | Feuille de match    | Feuille de match                                                                               | Feuille de match                                                  |
| ---------------- | --- | ------------------- | ---------------------------------------------------------------------------------------------- | ----------------------------------------------------------------- |
|                  | - McDonald (Selänne) — 10 min 55 s - Getzlaf (Perry, Jackman) — 45 min 44 s Moen (R. Niedermayer, S. Niedermayer) — 57 min 9 s | 0-1 1-1 1-2 2-2 3-2 | Fisher (Meszároš, Comrie) — 1 min 38 s (SN) - Redden (Alfredsson, Spezza) — 24 min 36 s (SN) - | Arbitrage : Paul Devorski, Dan O'Halloran Shane Heyer, Jean Morin |
| Giguère          | Gardiens | Emery               |                                                                                                | Arbitrage : Paul Devorski, Dan O'Halloran Shane Heyer, Jean Morin |
| 14 min           | Pénalités | 8 min               |                                                                                                | Arbitrage : Paul Devorski, Dan O'Halloran Shane Heyer, Jean Morin |
| 32               | Tirs | 20                  |                                                                                                | Arbitrage : Paul Devorski, Dan O'Halloran Shane Heyer, Jean Morin |

| 30 mai | Ducks | 1-0 (0-0, 0-0, 1-0) | Sénateurs | Honda Center 17 258 spectateurs |

| Feuille de match | Feuille de match       | Feuille de match | Feuille de match | Feuille de match                                                    |
| ---------------- | ---------------------- | ---------------- | ---------------- | ------------------------------------------------------------------- |
|                  | Påhlsson — 54 min 16 s | 1-0              | -                | Arbitrage : Bill McCreary, Brad Watson Scott Driscoll, Jay Sharrers |
| Giguère          | Gardiens               | Emery            |                  | Arbitrage : Bill McCreary, Brad Watson Scott Driscoll, Jay Sharrers |
| 8 min            | Pénalités              | 8 min            |                  | Arbitrage : Bill McCreary, Brad Watson Scott Driscoll, Jay Sharrers |
| 31               | Tirs                   | 16               |                  | Arbitrage : Bill McCreary, Brad Watson Scott Driscoll, Jay Sharrers |

| 2 juin | Sénateurs | 5-3 (1-1, 3-2, 1-0) | Ducks | Place Banque Scotia 20 500 spectateurs |

| Feuille de match | Feuille de match | Feuille de match                | Feuille de match | Feuille de match                                                  |
| ---------------- | --- | ------------------------------- | --- | ----------------------------------------------------------------- |
|                  | - Neil (Kelly, Meszároš) — 16 min 10 s - Fisher (Voltchenkov) — 25 min 47 s - Alfredsson (Redden, Corvo) — 36 min 14 s (SN) McAmmond (Saprykine, Schubert) — 38 min 34 s Voltchenkov (Vermette, Kelly) — 48 min 22 s | 0-1 1-1 1-2 2-2 2-3 3-3 4-3 5-3 | McDonald (Selänne) — 5 min 39 s (SN) - Perry (Penner, Getzlaf) — 25 min 20 s - Getzlaf (Penner, Perry) — 27 min 38 s - | Arbitrage : Paul Devorski, Dan O'Halloran Shane Heyer, Jean Morin |
| Emery            | Gardiens | Giguère                         | | Arbitrage : Paul Devorski, Dan O'Halloran Shane Heyer, Jean Morin |
| 16 min           | Pénalités | 24 min                          | | Arbitrage : Paul Devorski, Dan O'Halloran Shane Heyer, Jean Morin |
| 29               | Tirs | 22                              | | Arbitrage : Paul Devorski, Dan O'Halloran Shane Heyer, Jean Morin |

| 4 juin | Sénateurs | 2-3 (1-0, 1-2, 0-1) | Ducks | Place Banque Scotia 20 500 spectateurs |

| Feuille de match | Feuille de match                                                                    | Feuille de match    | Feuille de match | Feuille de match                                                    |
| ---------------- | ----------------------------------------------------------------------------------- | ------------------- | --- | ------------------------------------------------------------------- |
|                  | Alfredsson (Schaefer, Fisher) — 19 min 59 s (SN) - Heatley (Eaves, Spezza) — 38 min | 1-0 1-1 1-2 2-2 2-3 | - McDonald (Marchant, Perry) — 30 min 6 s McDonald (R. Niedermayer, O'Donnell) — 31 min 6 s - Penner (Selänne, McDonald) — 44 min 7 s | Arbitrage : Bill McCreary, Brad Watson Scott Driscoll, Jay Sharrers |
| Emery            | Gardiens                                                                            | Giguère             | | Arbitrage : Bill McCreary, Brad Watson Scott Driscoll, Jay Sharrers |
| 10 min           | Pénalités                                                                           | 12 min              | | Arbitrage : Bill McCreary, Brad Watson Scott Driscoll, Jay Sharrers |
| 23               | Tirs                                                                                | 21                  | | Arbitrage : Bill McCreary, Brad Watson Scott Driscoll, Jay Sharrers |

| 6 juin | Ducks | 6-2 (2-0, 2-2, 2-0) | Sénateurs | Honda Center 17 372 spectateurs |

| Feuille de match | Feuille de match | Feuille de match                | Feuille de match                                                                | Feuille de match                                                  |
| ---------------- | --- | ------------------------------- | ------------------------------------------------------------------------------- | ----------------------------------------------------------------- |
|                  | McDonald (Getzlaf, Pronger) — 3 min 41 s (SN) R. Niedermayer (Perry) — 17 min 41 s - Moen — 35 min 44 s - Beauchemin (McDonald) — 38 min 28 s (SN) Moen (S. Niedermayer, Påhlsson) — 44 min 1 s Perry — 57 min | 1-0 2-0 2-1 3-1 3-2 4-2 5-2 6-2 | - Alfredsson (Schaefer, Fisher) — 31 min 27 s - Alfredsson — 37 min 38 s (IN) - | Arbitrage : Paul Devorski, Dan O'Halloran Shane Heyer, Jean Morin |
| Giguère          | Gardiens | Emery                           |                                                                                 | Arbitrage : Paul Devorski, Dan O'Halloran Shane Heyer, Jean Morin |
| 6 min            | Pénalités | 12 min                          |                                                                                 | Arbitrage : Paul Devorski, Dan O'Halloran Shane Heyer, Jean Morin |
| 18               | Tirs | 13                              |                                                                                 | Arbitrage : Paul Devorski, Dan O'Halloran Shane Heyer, Jean Morin |

### Statistiques des joueurs

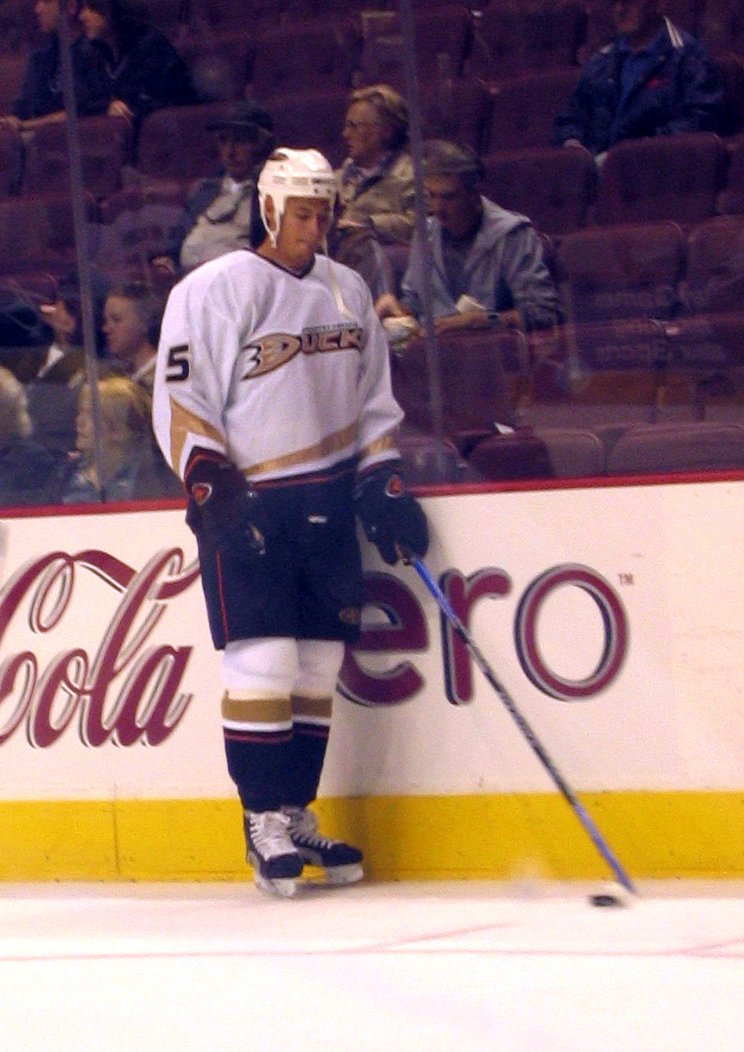
Ryan Getzlaf, meilleur pointeur des Ducks lors des séries éliminatoires 2007.

| No | Nationalité | Joueur                 | PJ | V  | D | Min   | BC | BL | Moy  | %Arr |
| -- | ----------- | ---------------------- | -- | -- | - | ----- | -- | -- | ---- | ---- |
| 30 | Russie      | Ilia Bryzgalov         | 5  | 3  | 1 | 267   | 10 | 0  | 2,25 | 92,2 |
| 35 | Canada      | Jean-Sébastien Giguère | 18 | 13 | 4 | 1 067 | 35 | 1  | 1,97 | 92,2 |

| No | Nationalité | Joueur              | PJ | B | A  | Pts | Pun |
| -- | ----------- | ------------------- | -- | - | -- | --- | --- |
| 5  | Canada      | Richard Jackman     | 7  | 1 | 1  | 2   | 2   |
| 21 | Canada      | Sean O'Donnell      | 21 | 0 | 2  | 2   | 10  |
| 23 | Canada      | François Beauchemin | 20 | 4 | 4  | 8   | 16  |
| 25 | Canada      | Chris Pronger       | 19 | 3 | 12 | 15  | 26  |
| 27 | Canada      | Scott Niedermayer   | 21 | 3 | 8  | 11  | 26  |
| 33 | Canada      | Joe DiPenta         | 16 | 0 | 0  | 0   | 4   |
| 34 | Canada      | Aaron Rome          | 1  | 0 | 0  | 0   | 0   |
| 40 | Canada      | Kent Huskins        | 21 | 0 | 1  | 1   | 11  |

| No | Nationalité | Joueur          | Poste | PJ | B  | A  | Pts | Pun |
| -- | ----------- | --------------- | ----- | -- | -- | -- | --- | --- |
| 8  | Finlande    | Teemu Selänne   | AD    | 21 | 5  | 10 | 15  | 20  |
| 10 | Canada      | Corey Perry     | AD    | 21 | 6  | 9  | 15  | 10  |
| 13 | Canada      | Mark Hartigan   | C     | 1  | 0  | 0  | 0   | 0   |
| 14 | Canada      | Chris Kunitz    | AG    | 13 | 1  | 5  | 6   | 19  |
| 15 | Canada      | Ryan Getzlaf    | C     | 21 | 7  | 10 | 17  | 32  |
| 16 | États-Unis  | George Parros   | AD    | 5  | 0  | 0  | 0   | 10  |
| 17 | Canada      | Dustin Penner   | AG    | 21 | 3  | 5  | 8   | 2   |
| 18 | États-Unis  | Drew Miller     | AG    | 3  | 0  | 0  | 0   | 2   |
| 19 | Canada      | Andy McDonald   | C     | 21 | 10 | 4  | 14  | 10  |
| 22 | États-Unis  | Todd Marchant   | C     | 11 | 0  | 3  | 3   | 12  |
| 24 | Canada      | Brad May        | AG    | 18 | 0  | 1  | 1   | 28  |
| 26 | Suède       | Samuel Påhlsson | C     | 21 | 3  | 9  | 12  | 20  |
| 32 | Canada      | Travis Moen     | AG    | 21 | 7  | 5  | 12  | 22  |
| 38 | Canada      | Ryan Shannon    | AD    | 11 | 0  | 0  | 0   | 6   |
| 44 | Canada      | Rob Niedermayer | AD    | 21 | 5  | 5  | 10  | 39  |
| 45 | Canada      | Shawn Thornton  | AD    | 15 | 0  | 0  | 0   | 19  |
| 46 | États-Unis  | Joe Motzko      | AD    | 3  | 0  | 0  | 0   | 2   |
| 52 | États-Unis  | Ryan Carter     | C     | 4  | 0  | 0  | 0   | 0   |

## Bilan de la saison

### Les Ducks et leurs fans

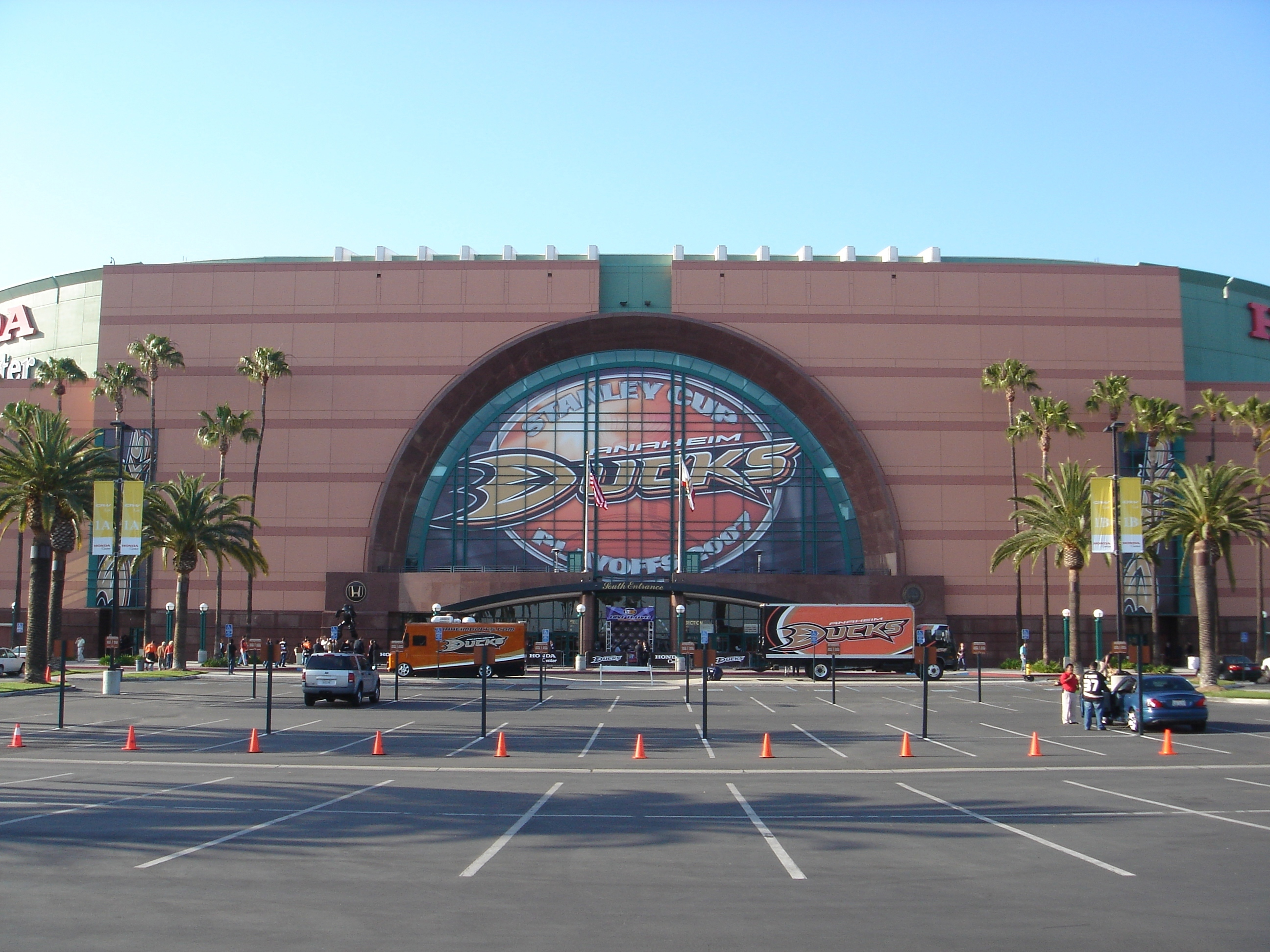
Le Honda Center durant les séries éliminatoires.

Les Ducks ont joué 25 de leurs 41 matchs joués au Honda Center à guichets fermés, soit 13 de plus que la saison précédente. Il s'agit du plus grand nombre de matchs joués à guichets fermés depuis la saison 1997-1998 pour les Ducks qui ont également joué 22 matchs consécutifs à guichets fermés, la plus longue séquence depuis 1998.
La moyenne de remplissage des Ducks est de 16 389 spectateurs par match, soit une augmentation de 8,2 % comparé à la saison passée, qui avait une moyenne de 15 131 spectateurs. Le total de spectateurs lors de la saison est de 671 695 et le taux de remplissage de 95,4 %.
Au cours des séries éliminatoires, les Ducks ont joué 12 matchs à domicile et le taux de remplissage dépasse même 100 %, l'équipe vendant des billets « places debout ». Le total de spectateurs reçus lors des séries est de 207 888 et la moyenne de remplissage est de 17 324 spectateurs, soit une moyenne de capacité de 100,9 %. Le match avec la plus grande affluence est le cinquième match de la série, joué contre les Canucks, au deuxième tour, avec 17 407 spectateurs, soit un taux de remplissage de 101,4 %.

### Joueurs récompensés
Scott Niedermayer et Chris Pronger sont tous deux candidats pour le trophée James-Norris, remis annuellement au meilleur défenseur de la LNH. Le troisième joueur en lice pour ce trophée est Nicklas Lidström des Red Wings de Détroit. Samuel Påhlsson est nommé pour le trophée Frank-J.-Selke remis au meilleur attaquant défensif de la ligue. Il est en lice avec Rod Brind'Amour des Hurricanes de la Caroline et Jay Pandolfo des Devils du New Jersey.
Le 14 juin, la cérémonie des remises des trophées a lieu mais aucun des trois joueurs des Ducks ne remportent de prix. Le trophée James-Norris est remporté par Lidström, et c'est Brind'Amour qui remporte le trophée Frank-J.-Selke. Niedermayer et Pronger sont tout de même récompensés en étant respectivement sur la première et la deuxième équipe d'étoiles de la LNH.

### Impact économique
Le titre a un impact économique positif sur la franchise : sa valeur, qui était de 157 millions de dollars, augmente de 25 % et passe à 197 millions. La franchise passe de la quinzième à la douzième place du classement des franchises les plus valorisées de la LNH,. Les revenus liés à l'exploitation du Honda Center croissent de 75 à 89 millions de dollars. Les principaux sponsors des Ducks sont Delta Air Lines, Time Warner Cable, PepsiCo, Miller Brewing et AT&T.
| Rang | Équipe                 | Valeur  | Chang. de la valeur | Dette / Valeur | Revenu  | Bénéfice d'exploitation |
| ---- | ---------------------- | ------- | ------------------- | -------------- | ------- | ----------------------- |
| 1    | Maple Leafs de Toronto | 413 M $ | 24 %                | 39 %           | 138 M $ | 52,7 M $                |
|      |                        |         |                     |                |         |                         |
| 11   | Lightning de Tampa Bay | 199 M $ | 16 %                | 25 %           | 85 M $  | 0,6 M $                 |
| 12   | Ducks d'Anaheim        | 197 M $ | 25 %                | 0 %            | 89 M $  | 6,6 M $                 |
| 13   | Devils du New Jersey   | 195 M $ | 31 %                | 128 %          | 65 M $  | -15,3 M $               |

## Noms inscrits sur la Coupe Stanley

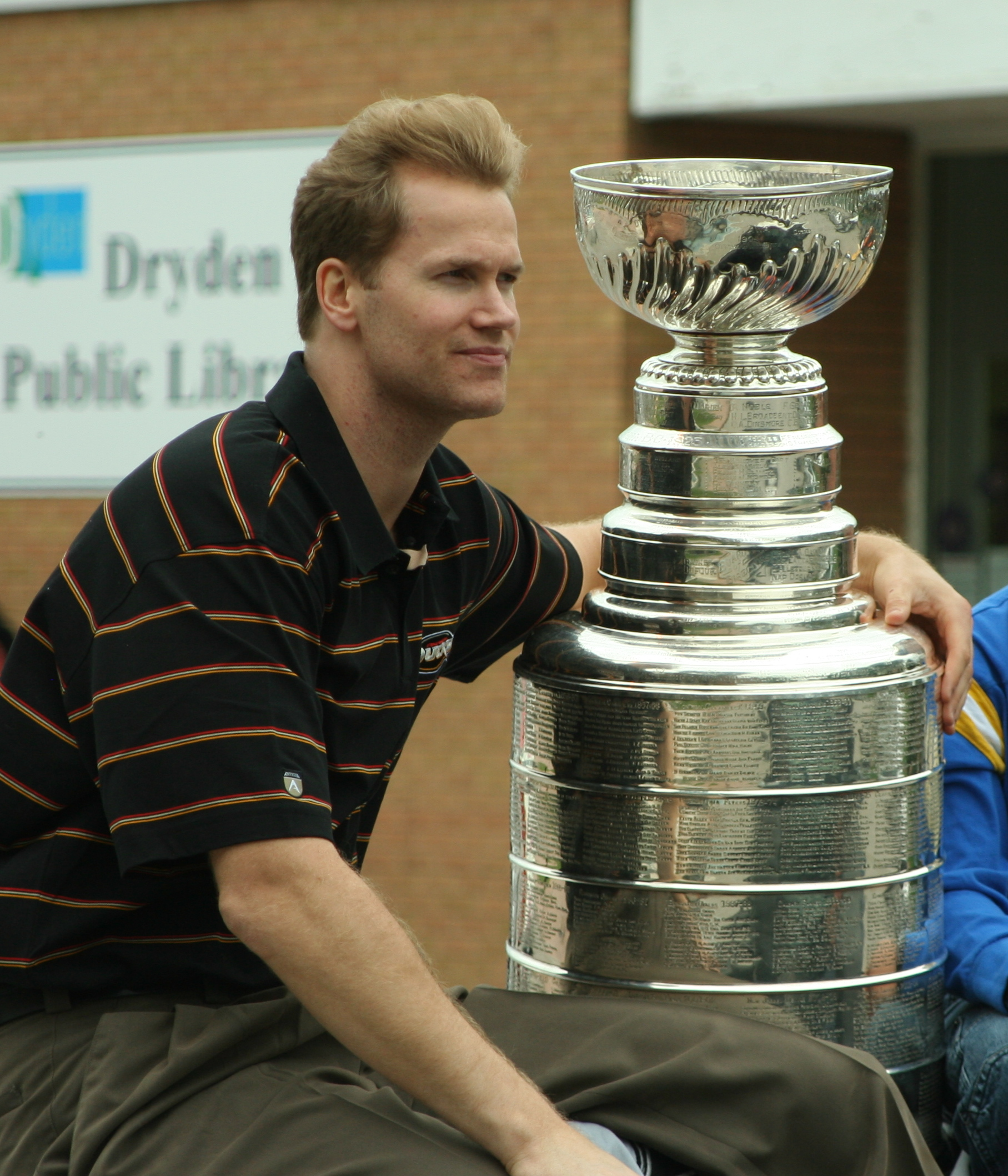
Chris Pronger avec la Coupe Stanley à Dryden

La Ligue nationale de hockey autorise chaque équipe championne de la Coupe Stanley à inscrire un maximum de 52 personnes comprenant joueurs et dirigeants. Les 47 personnalités des Ducks dont les noms sont inscrits sur la Coupe sont les suivantes, :
- Dirigeants :

Henry et Susan Samueli, Michael Schulman, Brian Burke, Tim Ryan, Bob Wagner, Bob Murray, David McNab, Al Coates, Randy Carlyle, Dave Farrish, Newell Brown, Francois Allaire, Sean Skahan, Joe Trotta, Tim Clark, Mark O'Neill, John Allaway, James Partida, Rick Paterson, Alain Chainey 
- Joueurs :

Scott Niedermayer, Rob Niedermayer, Chris Pronger, Teemu Selanne, Sean O'Donnell, Brad May, Todd Marchant, Jean-Sebastien Giguere, Andy McDonald, Samuel Pahlsson, Shawn Thornton, Ric Jackman, Joe DiPenta, Kent Huskins, Chris Kunitz, George Parros, Joe Motzko, Ilya Bryzgalov, Francois Beauchemin, Travis Moen, Ryan Carter, Drew Miller, Ryan Shannon, Dustin Penner, Ryan Getzlaf, Corey Perry